# Omega (együttes)
Az Omega egy Kossuth- és Liszt Ferenc-díjas magyar rockegyüttes volt, mely 1962-ben alakult és amely több tekintetben is úttörőnek számít a magyar könnyűzene történetében.
1968-ban elsőként jelent meg önálló albuma Magyarországon, a Trombitás Frédi és a rettenetes emberek (az Illés Ezek a fiatalok című albumán más együttesek is játszottak). Az 1969-es 10000 lépésé volt az első kinyitható lemezborító, az album zenei anyagából pedig elkészült az első önálló tévéshow, a Tízezer lépés – Omega Show. Az együttes elsőként jutott ki az Egyesült Királyságba, a magyar együttesek közül nekik volt a legtöbb eladott lemezük Magyarországon (az 1979-es Gammapolis, 650 ezer példánnyal) és külföldön (az 1977-es Time Robber, 1 millió példánnyal).
Az Omega volt az első együttes, melyet a Magyar Állami Hangversenyzenekar kísért (az 1973-as Omega 5 című albumon), valamint a magyar együttesek közül az Omegának volt először digitális stúdiója. Elsőként jelent meg CD-je (az 1988-as Platina című válogatásalbum) és DVD-je (a 2000-ben kiadott KonceRt. – Népstadion 1999). Az Omega tagjai léptek fel elsőként egységes színpadi ruhában és az együttes koncertjein használtak először füstgépet, lézershow-t, valamint a látványelemek kiegészítésére kivetítőt. Egyedüliként négyszer koncerteztek a Puskás Ferenc Stadionban (korábban Népstadionban), ebből háromszor önállóan. A Kisstadionban szintén ők játszottak a legtöbbször.

## Az együttes története

### Beatkorszak I. – amatőr évek (1962–1967)
Az együttes az 1960-as évek elején alakult. Először külföldi együttesek dalainak feldolgozásával lettek népszerűek.
Visszaemlékezések szerint két együttes összeolvadásából jött létre az Omega. Sokáig az a változat keringett, amely szerint két gimnáziumi osztályzenekar egyesült, az egyik a József Attila Gimnázium, a másikat a Petőfi Sándor Gimnázium diákjaiból alakult. A József Attila Gimnázium tanulói sorsolással döntötték el, ki milyen hangszeren játsszon. Ezt a történetet később Kovacsics András azzal pontosította, hogy ő a Kölcsey Gimnázium tanulója volt, csak később, már eleve szólógitárosként csatlakozott az egykori József Attilá-sokhoz Fraknói Pál zenekarában, amit Ciklon néven is emlegettek. Szerinte a Ciklon három tagja (Kóbor János, Kovacsics András, Varsányi István) „átszivárgott” a Próféta együttesbe. Bizonyos zenészek (Láng Péter, Bánkúti Győző) visszaemlékezései azonban ezt csak részben támasztják alá: szerintük az Omega név már korábban megszületett, még Kóborék csatlakozása előtt. Próféta zenekar pedig szerintük nem volt, a Próféta csupán egyik dobosuk, Künsztler Tamás beceneve volt.
Az Omega név, Benkő László visszatekintése szerint egy iskolai gondnoktól ered, aki követte az alakuló zenekar játékát, és megelégelte hogy egy ilyen csapatnak nincs még neve. Történt, hogy egy előre bejelentett fellépést a gondnok úgy reklámozott, hogy az iskola homlokzatára kifüggesztette az Omega fellépésének idejét, melyen legjobban az együttes tagjai csodálkoztak.
Az első koncertet, amelyen az Omega nevet viselték, a legtöbb forrás 1962. szeptember 23-ára teszi, helyszínként pedig a Műegyetem Hess András téri kollégiumát jelölik meg. Kóbor János egy interjúban azt nyilatkozta, hogy a kollégiumi koncert rendezői találták ki a zenekar nevét, így az együttes tagjai a koncertre készült plakátról tudták meg a saját zenekaruk nevét. Láng Péter visszaemlékezése szerint viszont ez csak annyiban igaz, hogy Kóborék ekkor tudták meg a plakátról a zenekarnevet, de azt valójában ő már korábban kitalálta, egy szilveszteri fellépésen használták először. Tornóczky Ferenc gitáros és Kiss Zoltán dobos azonban nem emlékeznek arra, hogy a zenekaruk viselte volna az Omega nevet, amíg ott játszottak. Mindenesetre 1962. szeptember 23. vált a későbbiekben az Omega „hivatalos” születésnapjává, a jubileumok ünneplését is ehhez igazították.
A megalakulásról szóló eltérő visszaemlékezések miatt az eredeti felállásról is többféle változat kering.
A gammapolis.de rajongói honlap biográfiája, amit az omega.hu is átvett, a következő felállást tünteti fel az 1962. szeptember 23-i koncerthez:
- Benkő László („Laci”) – ének, zongora, furulya
- Kóbor János („Mecky”) – ének, ritmusgitár
- Kovacsics András – szólógitár
- Künsztler Tamás („Próféta”) – dob
- Láng Péter – szaxofon
- Varsányi István („Gergely”) – basszusgitár

Kovacsics András viszont erre a felállásra emlékszik a saját honlapján:
- Benkő László – ének, zongora, furulya
- Kóbor János – ének, ritmusgitár
- Kovacsics András – szólógitár
- Künsztler Tamás – dob
- Varsányi István – basszusgitár

(Láng Péterre belépő tagként emlékszik vissza, 1962-ből, ennek viszont Láng Péter és több társa visszaemlékezése ellentmond.)
2013-ban egy Omega-kvíz kapcsán viszont a következő megoldást fogadták el helyesnek:
- Bánkúti Győző – trombita
- Benkő László – ének, zongora, furulya
- Kóbor János – ének, ritmusgitár
- Tornóczky Ferenc – szólógitár
- Künsztler Tamás – dob
- Láng Péter – szaxofon
- Varsányi István – basszusgitár

Láng Péter és Bánkúti Győző szerint viszont még korábban ezzel a felállással indult az Omega:
- Bánkúti Győző – trombita
- Benkő László – ének, zongora, furulya
- Tornóczky Ferenc – szólógitár
- Kiss Zoltán – dob
- Láng Péter – szaxofon

(Basszusgitáros kezdetben nem volt az együttesben. Bánkúti Győző emlékezett egy „Muki” becenevű bőgősre, aki Kiss Zoltán szerint csak néhány alkalommal játszott velük – mint később kiderült, a polgári neve Somorjai László, de nem bőgős volt, hanem fúvós hangszereken játszott, még Láng Péter érkezése előtt.) Az 1962. szeptember 23-i koncert előtt Tornóczky távozott, Kóbor, Kovacsics és Varsányi pedig csatlakoztak (hogy milyen sorrendben, arról eltérnek a tagok visszaemlékezései). A dobos poszton még korábban Künsztler Tamás váltotta Kiss Zoltánt.
Néhány hónap múlva a Ki mit tud? című vetélkedőből megismert Koncz Zsuzsával társultak, vele közösen játszottak többek között 1963-ban a Nemzeti Sportcsarnokban tartott első beat-fesztiválon. A rendezvény további fellépői között volt az Illés, a Metro, Kovács Kati, Zalatnay Sarolta, a Scampolo, vagyis az együttes legnagyobb riválisai az évtized során, valamint a Benkó Dixieland Band, akiket a fesztiválon dzsesszzenekarként kevésbé szívesen fogadott a beatzenéért rajongó közönség. Koncz Zsuzsa nem sokkal ezután az Illéshez távozott. Az együttes törzshelye 1963-tól az Eötvös-klub lett, de rendszeresen játszottak a Várklubban, a Kinizsi utcában és a Pestszentlőrinci Rózsa Ferenc Művelődési Házban is, ahol közös fellépések is voltak a Scampolo, Illés-együttes közreműködésével.
Az együttes 1964-ben több poszton is erősödött: ekkor csatlakozott Kóbor és Varsányi gimnáziumi osztálytársa, Laux József, aki nemcsak dobosként, hanem szervezőként, mai szóhasználattal élve „menedzserként” is fontos szerepet töltött be az Omega életében. Többek között az ő ismeretségei révén került a csapatba Somló Tamás (egy városi legenda szerint kifejezetten az Omega hirdetésére jelentkezve tanult meg szaxofonozni). Mivel Somló zenebohócként, és zsonglőrként is gyakran fellépett egy cirkuszban, a koncerten és felvételeken nem mindig vett részt. Wittek Mária személyében állandó énekesnője is lett az Omegának, így a repertoárjukat női előadók dalaival is bővíthették.
1966-ban nyugati slágereket tartalmazó kislemezeik jelentek meg, köztük az első a The Rolling Stones Paint It, Black című dalának feldolgozása volt. (Az Omegát gyakran emlegetik a „kelet Rolling Stonesaként”, mivel ugyanabban az évben alakultak, és egészen 2021-ig a legrégebbi aktív rockzenekarok közé tartoztak).

### Beatkorszak II. – az élvonalba kerülés (1967–1971)
Az 1960-as évek közepén megindult a magyar beategyüttesek profivá válása, az Illés által megkezdett irányvonalat követve a nyugati slágerek mellett saját, magyar nyelvű szerzeményekkel is előálltak. Így volt ez az Omegával is, ahová 1967-ben csatlakozott Mihály Tamás, az együttes első képzett zenésze. Első saját daluk a Nem szeretlek volt, amit Payer András és S. Nagy István írt. Később Mihály mutatta be az együttesnek barátját, Presser Gábort, aki további dalokat komponált az Omega számára. A szövegeket kezdetben S. Nagy István jegyezte, majd Laux felesége, Adamis Anna lett az állandó szövegíró. Ismertebb korai kislemezeik közé tartozik az Azt mondta az anyukám / Rózsafák (előbbit Somló, utóbbit Benkő énekli), az Ismertem egy lányt / Szeretnék visszamenni hozzád és a Volt egy bohóc / Nem tilthatom meg.
Ugyancsak 1967-ben csatlakozott Molnár György, az új gitáros, aki később az „Elefánt” becenevet kapta, miután a gitárja nyakával feldöntött egy drága mikrofont („elefánt a porcelánboltban”). 1968-ban pedig Presser teljes jogú tag lett, így létrejött az együttes első stabil felállása:

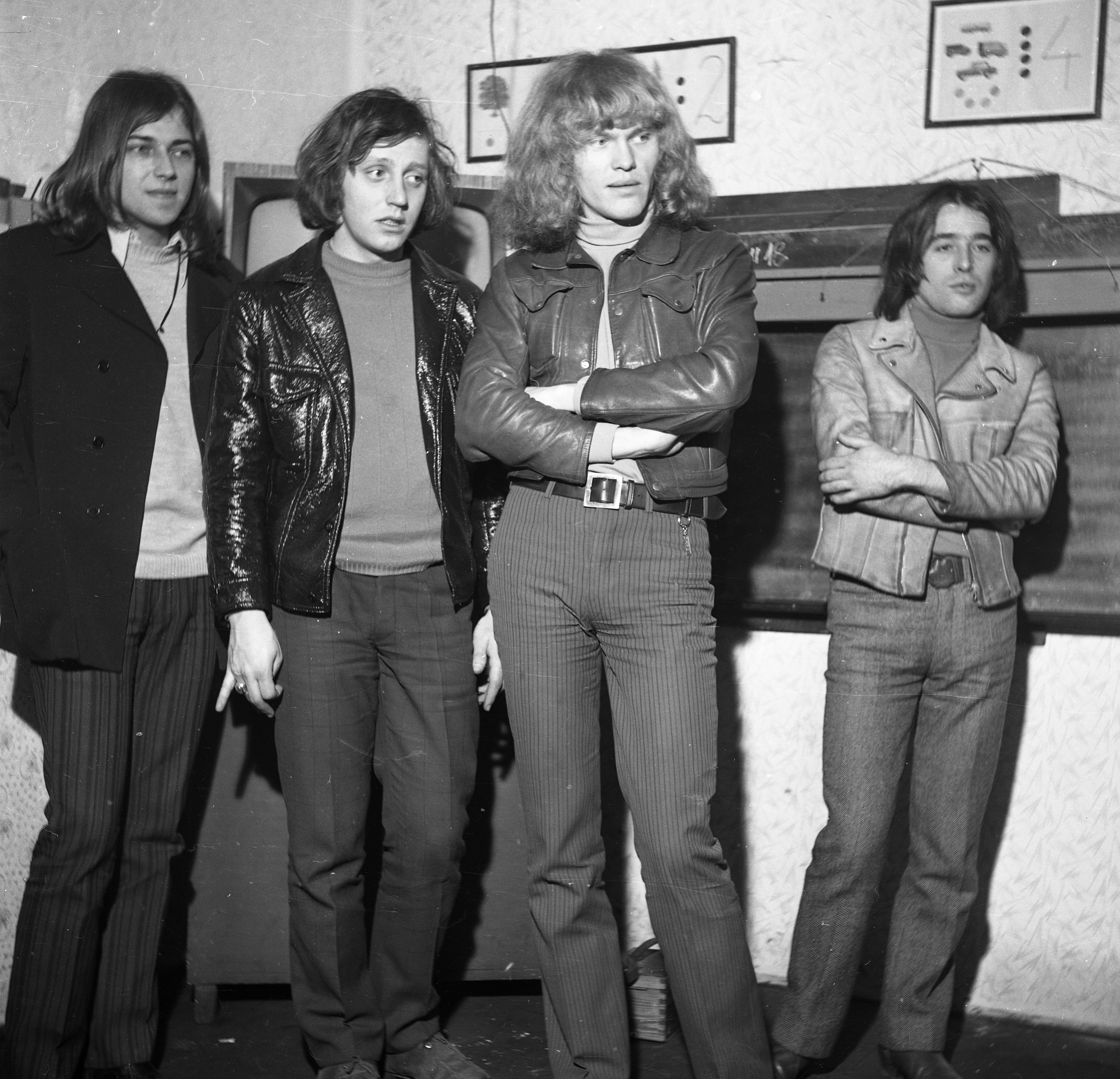
Az Omega tagjai 1970-ben, Molnár György, Mihály Tamás, Kóbor János, Laux József

- Benkő László („Laci”) – zongora, trombita, furulya, ének
- Kóbor János („Mecky”) – ének, ritmusgitár
- Laux József („Blöró”) – dob, ütőhangszerek
- Mihály Tamás („Misi”) – basszusgitár, ének
- Molnár György („Elefánt”) – szólógitár
- Presser Gábor („Pici”) – ének, orgona, zongora

Wittek Mari és Somló időnként még fellépett velük, de az évtized végére fokozatosan eltávolodtak az Omegától.
Az Omega ismertségét növelték a dalfesztiválokon és filmekben való szereplések. 1967-ben készült Banovich Tamás rendezésében az Ezek a fiatalok, melyben Koncz Zsuzsa kísérőzenekaraként szerepeltek Illés Lajos és Bródy János Ez az a ház című dalában. A film zenéje albumon is megjelent. Az első magyar pol-beat fesztiválon az Azért mert a faterod góré című dallal léptek fel, amit Somló Tamás énekelt. A Táncdalfesztiválon többek között Zalatnay Saroltát kísérték a győztes dalban (Nem várok holnapig), amely után Presser Gábor a legjobb hangszerelésért járó díjat is megkapta. A következő évben már önállóan jutottak döntőbe a Kiabálj, énekelj című dalukkal. 1969-ben mutatták be az Extázis 7-től 10-ig című dokumentumfilmet az akkori magyar könnyűzenei életről, amelyben szintén feltűntek.
A legnagyobb áttörést azonban az 1968-as angliai turné jelentette. Erre a Spencer Davis Group menedzsere hívta meg őket, a Magyar Rádió angol adása egyik munkatársának ajánlására. A keleti blokkból való „egzotikum” kihangsúlyozására a menedzsment erre az időre Omega Red Star névre keresztelte az együttest. Amellett, hogy játszhattak a legjelentősebb angol klubokban, lemezszerződéshez is jutottak, így elkészíthették első albumukat – angol nyelven – Omega Red Star from Hungary címmel. Mivel Kóbor nem tarthatott velük, Mihály Tamás énekelt helyette. Még ebben az évben visszatértek Angliába, immár teljes létszámmal, azonban ezt a turnét félbe kellett szakítani, a második lemezt nem vehették fel. Ennek az volt az oka, hogy itthon tudomást szereztek a lemezfelvételről, a Magyar Hanglemezgyártó Vállalat pedig nem hagyhatta, hogy egy magyar beategyüttesnek hamarabb legyen külföldön – és főképp Nyugaton – nagylemeze, mint idehaza. Így elkészült az első, egyetlen előadó dalait tartalmazó magyar könnyűzenei album, a Trombitás Frédi és a rettenetes emberek. A cím az A és a B oldal első dalából lett összerakva, kifejezi az együttes zenéjében egyaránt meglévő slágeres és progresszív irányvonalat. Legsikeresebb dalai a Ha én szél lehetnék és a Trombitás Frédi lettek.
1969-ben készült el egyik leghíresebb kislemezük, a Naplemente / Régi csibészek, majd második magyar albumuk, a 10000 lépés. Az album az együttes beat-korszakának csúcspontja, változatos anyaga egyaránt tartalmaz könnyed (1958-as boogie-woogie klubban és az Omega legnagyobb örökzöldjei közé tartozó Petróleumlámpa), keményebb hangzású (Tízezer lépés, Tűzvihar), progresszív (Kérgeskezű favágók) és lírai dalokat (Udvari bolond kenyere). Legnagyobb slágere a Gyöngyhajú lány. Magyar dalok közül ezt dolgozták fel a legtöbbször (többek között a keletnémet Frank Schöbel Schreib es mir in den Sand és 1995-ben a Scorpions White Dove címmel. Ugyanez a dal megtalálható a cseh Aleš Brichta (heavy metal énekes, szövegíró, zeneszerző) 2000-ben kiadott albumán "Dívka s perlami ve vlasech" címmel. Továbbá a Bolgár "Déli Szél duó is feldolgozta 1997-ben: Южен вятър – Батальонът се строява. (Déli Szél – Zászlóalj). Ugyancsak Bulgáriában a 2007-es Music Idol tehetségkutató egyik fordulójában a későbbi győztes Nevena Coneva énekelte a dalt magyarul.) Presser mellett immár a többiek is kivették részüket a zeneszerzésből. Az album és a kislemez dalaihoz készült promóciós filmekből tévéműsor is készült, az albumhoz hasonlóan 10 000 lépés címmel. Ebben az évben játszottak először a Kisstadionban, ahol az 1980-as évek elejéig csaknem minden évben volt az év csúcspontját jelentő koncertjük.
1970-ben a Gyöngyhajú lánnyal sikerrel szerepeltek külföldi fesztiválokon: Tokióban, a Yamaha-fesztiválon – ahová csak a „fél-Omega” ment el: Kóbor, Presser és Laux – és Mallorcán, a Barbarellán. Utóbbi alkalmával franciaországi ajánlatot is kaptak lemezfelvételre. Ehhez azonban egy héttel tovább kellett volna ottmaradniuk, amihez az itthoni illetékesek egy lekötött hazai koncert miatt nem járultak hozzá. A tagok nehéz döntés után (egyes visszaemlékezések szerint szavaztak, ami elsőre döntetlen lett) a hazautazást választották. Egy másik nemzetközi kiugrási lehetőségüket is elvágták, amikor újabb angliai turnéra készültek (ehhez felvettek három angol kislemezt is), de végül arra hivatkozva, hogy már kétszer jártak ott, az Illést küldték helyettük (de a kirándulás számukra sem végződött szerencsésen). Ebben az évben két magyar kislemezt vettek fel (Snuki / Ballada a fegyverkovács fiáról, Sötét a város / Ülök a hóban) és harmadik albumuk, a kiváló Éjszakai országút is elkészült. Az album az előző kettőhöz képest progresszívabb, keményebb alkotás. Bár sikeres volt, nem tartalmaz olyan örökzöldeket, mint az előző két lemez. Ekkor már érződött a tagok közötti feszültség, ami a következő év tavaszán szakításhoz vezetett.

### Hard rock korszak (1971–1975)
Presser és Laux, valamint Adamis Anna 1971-ben elhagyták az együttest és megalakították a Locomotiv GT-t, az ekkor kialakult felállás 2017-ig változatlan maradt:
- Benkő László („Laci”) – billentyűs hangszerek
- Kóbor János („Mecky”) – ének
- Mihály Tamás („Misi”) – basszusgitár, ének
- Molnár György („Elefánt”) – gitár
- Debreczeni Ferenc („Ciki”) – dob

A tagcsere után stílust váltva az együttes hamar talpra állt, az új felállás Prágában sikeresen mutatkozott be. Felvettek két kislemezt (Hűtlen barátok / Szomorú történet, Régvárt kedvesem / 200 évvel az utolsó háború után), majd 1972-ben új albumot adtak ki, Élő Omega címmel. Ez egy kiadásra tervezett, de végül betiltott stúdióalbum koncertváltozata, amit ők maguk vettek fel egy négysávos riportermagnóval – bizonyítva azt, hogy miután a hanglemezgyári illetékesek a kivált tagok alapította Locomotiv GT-t részesítették előnyben, ők mégis folytatni tudják útjukat felfelé. Az album A oldalának dalai egyfajta koncepciót képeznek Presserék távozásáról (Hűtlen barátok), az ezt követő nehézségekről (Egy nehéz év után, Törékeny lendület), végül az együttes talpra állásáról (Omegautó). A B oldalról a Régvárt kedvesem és a Varázslatos fehér kő lett a két legismertebb dal. A felvételek benyújtásakor a lemezgyár papírhiányra hivatkozott, így az album első kiadása alumíniumtasakban jelent meg. Az anyagba nem kerülhetett be a 200 évvel az utolsó háború után és a Szex-apó című dal (utóbbit állítólag Erdős Péter, az MHV igazgatója magára vette), ezek csak az 1998-as felújított változaton, valamint a 2022-es limitált díszdobozos kiadáson kaptak helyet.
A következő évben megjelent a csak sorszámot kapott Omega 5, B oldalán a hattételes Szvit című kompozícióval, amit a Magyar Állami Hangversenyzenekarral közösen vettek fel. További érdekessége az albumnak, hogy Magyarországon elsőként ezen használtak szintetizátort (A madár című dalban), bár igazán meghatározó hangszerré a következő albumon vált. Az 1974-ben felvett és a rákövetkező évben kiadott Omega 6: Nem tudom a neved lett ezen korszakuk legsikeresebb albuma. Az Addig élj!-t és a Benkő talán legemlékezetesebb szólójával fémjelzett címadó dalt, amik sokáig a koncertek kihagyhatatlan darabjainak számítottak, de az album többi dala is az együttes legjobb alkotásai közé tartozik. A bűvészről szóló dal szövege két változatban is létezik: az egyik szerint "Tapsolunk/Hogy annyi már a nyúl/Hogy mozdulni nem lehet", míg a másik így hangzik: "Tapsolunk/Hogy egyre több a nyúl/És eltűnnek az emberek". Állítólag a Sanzon- és Táncdalbizottság kifogása alapján módosították a szöveget.
Az új dalokat főként Mihály Tamás (például Régvárt kedvesem, Hűtlen barátok, A hazug lány, Szvit, Nem tudom a neved, Mozgó világ) és Molnár György (például Szomorú történet, 200 évvel az utolsó háború után, A madár, Addig élj!, A bűvész) írta, később Benkő is bekapcsolódott a zeneszerzésbe (XX. századi városlakó). Az új állandó szövegíró Molnár korábbi iskolatársa, Sülyi Péter lett, aki mellett Kóbor is írt néhány dalszöveget (Hűtlen barátok, Régvárt kedvesem, Addig élj!).
Peter Hauke menedzsernek és a Bellaphon kiadónak köszönhetően ezúttal sikerült tartósan megvetniük lábukat a nemzetközi piacon. Menetelésük – bár Anglia és a világhír távolabbra került – szinte egész Európában tartott. Nemzetközi sikereik bázisát az NSZK jelentette, ahol angol nyelvű albumaikat adták ki. A négy album többé-kevésbé fedi a 4-6. album anyagát, viszont teljesen külön, a magyarnál korszerűbb technikával rögzítették őket. Bár a dalokat angolul vették fel (valamint az NDK-ban készült néhány felvételhez németül), a közönség kérésére élőben magyarul játszották őket. Külföldi turnéik során több neves rockzenekar előtt játszhattak, sőt olyan is előfordult, hogy az Omega előtt játszott ismert együttes (például a Scorpions).

### Space rock korszak (1976–1979)
Az évtized közepén ismét váltottak, az akkoriban népszerűvé váló space rockra: továbbra is hosszú, kidolgozott hangszerszólók jellemezték a dalokat, viszont a hangzás gyakran a lebegés érzését keltette, ehhez igazodtak a hétköznapi világtól elrugaszkodó, fantáziáló szövegek. A stílusválasztás telitalálatnak bizonyult, itt tudott leginkább kibontakozni az úgynevezett „Omega-hangzás”. A koncerteken mindezt jól kiegészítette a profi látványtechnika.
Ebben az időszakban szintén három albumuk jelent meg. Ezek közül az első még a régi módszerrel készült, azonban a második és a harmadik esetében a korábbi gyakorlattól eltérően az angol változatok – amelyek rendre hamarabb készültek – egy az egyben a magyar albumok megfelelői, csupán a dalsorrend tér el néhány esetben. További újítás, hogy valamennyi dalt az egész együttes kollektíven jegyzett zeneszerzőként, a jogdíjakon való egyenlő osztozás és a csapatmunka kifejezése céljából.
A trilógia nyitódarabja, az 1976-os Time Robber (az 1977-es Időrabló angol változata) lett minden idők legtöbb példányban eladott albuma magyar előadótól. Címét az elején hallható háromtételes kompozíció után kapta (Napot hoztam, csillagot – Időrabló – Ablakok), amely állandó koncertszámmá vált, bár teljes hosszában sosem adták elő: kezdetben a Napot hoztam , csillagot első és második versszaka között hangzott el az Időrabló tétel (ezt a Napot hoztam, csillagot és az Ablakok egyező dallama tette lehetővé), amiből később csak a Napot hoztam, csillagot első versszaka maradt egészen 2006–2007-ig, amikor ismét a hosszabb verzió került műsorra, 2009–től pedig az első tétel maradt, de immár mindkét versszakával). Népszerű lett még az Éjféli koncert és a könnyedebb témájú A könyvelő álma.
A következő album, az 1978-as Csillagok útján (angol változata Skyrover címen jelent meg) némileg keményebb hangzású elődjénél, az Omega albumai közül leginkább ez tekinthető koncept albumnak. A kompozíció keretét az instrumentális Nyitány és a Finálé adja. Legsikeresebb dalai az Égi vándor, a két Metamorfózis és a címadó dal. A sors furcsasága, hogy a legismertebb sláger a kakukktojás – az egységes koncepcióból kilógó, oroszos – Léna lett. Koncerteken hamar szokássá vált, hogy a Napot hoztam, csillagot előtt játszották, egy instrumentális dallal összekötve, ami a következő albumra Start címen került fel. Míg a Time Robber hangszeres részeit a korábbi angol albumokhoz hasonlóan a magyartól külön vették fel, a Csillagok útján és a Skyrover esetében csak az éneket vették újra.
A stíluskorszakot az 1978-as (magyar nyelvű kiadásban 1979-es) Gammapolis zárja, amely külföldön elmaradt az előző két lemez sikereitől, Magyarországon viszont minden idők legsikeresebb albuma lett. Az előzőhöz hasonlóan ez is koncept albumnak tekinthető, de némileg slágeresebb lett, mint a Csillagok útján. Legnépszerűbb dalai az Ezüst eső, a Nyári éjek asszonya, a Gammapolis I. és az Őrültek órája. A slágerek mellé kerültek progresszívabb művek is, a Hajnal a város felett és a Gammapolis II.
Az együttes továbbra is sokat koncertezett külföldön és idehaza, az egyes évekre a koronát változatlanul a Kisstadionban tették fel. Ilyenkor gyakran hívtak neves vendégeket: 1976-ban, a Late Night Show-ban (ekkor még nem volt meg a magyar szövege) a skorpiós Szűcs Antal Gábor szólózott, egy évvel később – immár a magyar változatban – (Éjféli koncert) Karácsony János az LGT-ből. 1977-ben Zalatnay Sarolta volt a vendég, 1978-ban pedig Debreczeni Ferenc bátyja, Csaba (a testvérpár időnként más koncerteken is előadta páros dobszólóját). 1979-ben az az évi Hobo Blues Banddel közös turnéra emlékeztetve a Csillagok útjánban a HBB három tagja, Szénich János, Kőrös József és Póka Egon működött közre. Utóbbi koncertről albumot is adtak ki, melynek nyugati kiadására a dalok egy részét angolul énekelték újra. 1976-ban és 1977-ben a koncertek kuriózumai közé tartozott a Ne legyen, amely stúdiófelvételen angolul, Never Feel Shame címmel jelent meg 1975-ben (a magyar stúdióváltozatra egészen 2013-ig, az Omega Oratórium lemezig kellett várni, ami után a dal a koncertműsorba is visszakerült).

### Az útkeresés időszaka (1980–1987)
A kontinentális sikereken túl az együttes az angol-amerikai piacon is komolyabban kívánt próbálkozni, ennek érdekében 1980-ban kiadót váltottak, a Warnerrel kötöttek két albumra szóló szerződést.
Eközben az LGT-vel és a Beatricével közös országos turnéra indultak, amely két kisstadionbeli koncerttel zárult. Ennek során az új albumról is játszottak néhány dalt, ideiglenes magyar szöveggel. Emellett volt egy beat-slágereket tartalmazó blokk, melyben – kilépése óta első ízben – Presser is közreműködött, valamint Somló elénekelte az Azt mondta az anyukámat és szájharmonikázott a Petróleumlámpában. A koncert végén az LGT és az Omega együtt játszotta a Gyöngyhajú lányt.

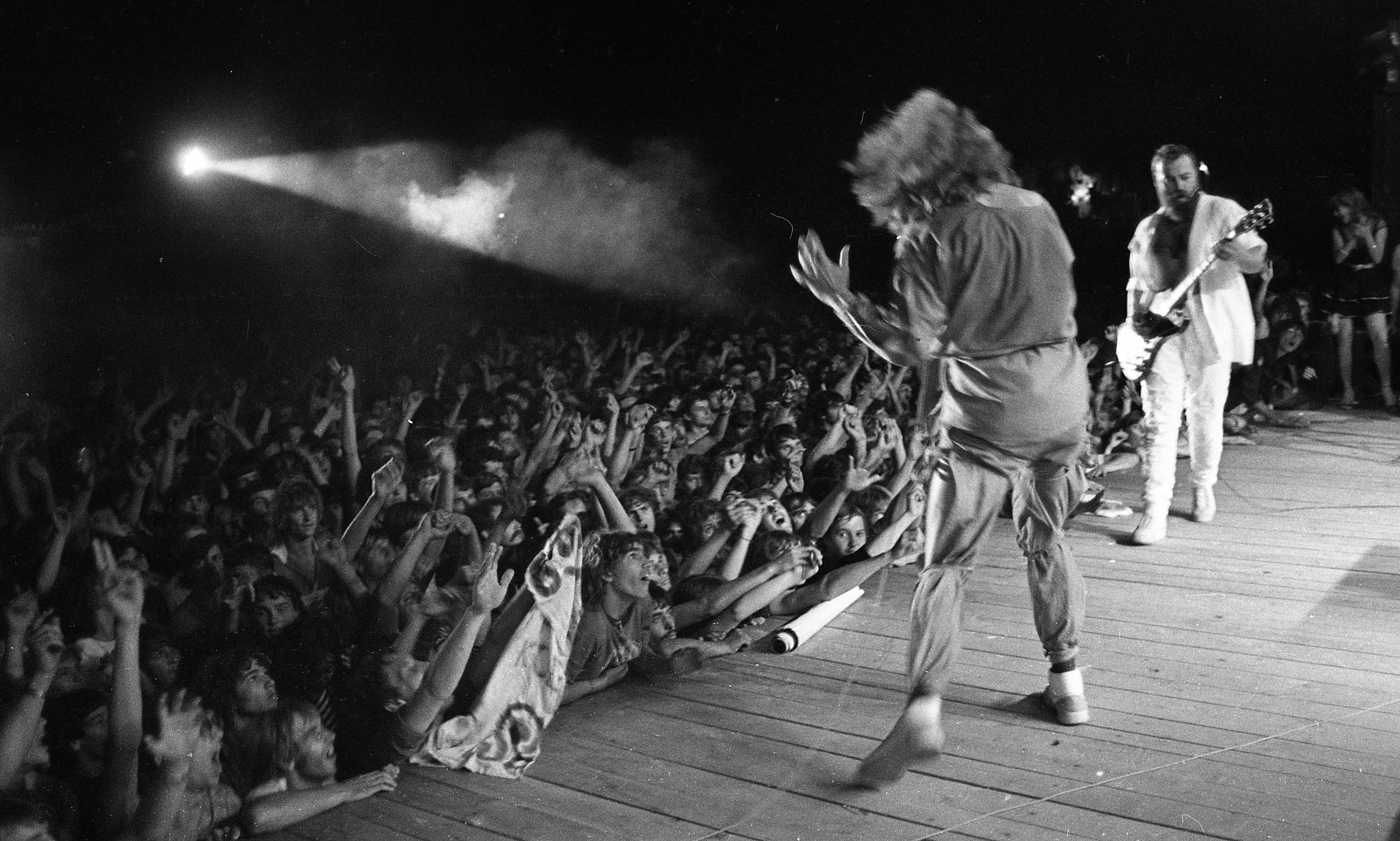
Jubileumi Rockfesztivál 1983-ban, Omega koncert, Mecky és Elefánt

A következő évben nem koncerteztek Magyarországon, csak egy NSZK-turné erejéig léptek fel élőben. Megjelent az angol Working album, majd elkészült magyar változata Az arc címmel. A háromalbumonkénti váltás gyakorlatát folytatva stílusában eltért ez előző albumoktól, besorolása kevésbé egyértelmű, afféle kísérletező albumnak tekinthető. Az előző évtizedhez képest nagyobb hangsúlyt kaptak a szövegek, számos tartalmas, elgondolkodtató alkotásuk született nemcsak ezen, hanem a többi 1980-as évekbeli albumukon is. Bár több népszerű dalt tartalmaz (Életfogytig rock ’n roll, Tizenhat évesen, Kemény játék, Nagy folyó), nem tudta megismételni az első korszak sikereit. Az angol változattal sem sikerült elérni a kitűzött célt: be kellett látniuk, hogy az angolszász piac a vasfüggöny mögül nehezen hódítható meg, így a második albumot el sem készítették. Bár a következő években is volt néhány külföldi koncertjük, egyre inkább eltávolodtak a nemzetközi piactól.
Az együttes 20 éves fennállását 1982 novemberében ünnepelte öt koncerttel az újonnan átadott Budapest Sportcsarnokban. A jubileum kapcsán Jancsó Miklós dokumentumfilmet készített, mely koncertfelvételeket is tartalmaz. A koncert egyúttal lemezbemutató is volt, itt hangzottak el először az Omega XI dalai. Az album hangzása sajátos, mivel az együttes a megújult zenei palettán helyét keresve megpróbált igazodni az új hullámhoz. Nagyobb szerepet kapott az elektronika, a komputertechnika (ekkor kezdték el használni a Szalay András és testvére Sándor által kifejlesztett Muzix81-et), Mihály Tamás szintetizátoron játszotta a basszusszólamokat. A lemez stílusát a régi rajongók közül sokan értetlenül, idegenkedve fogadták, az akkori fiatalok érdeklődését pedig nem keltette fel, mivel számukra az új zenei stílusok együtt jártak az új előadókkal. Emiatt az album – némileg méltatlanul – nem lett igazán sikeres.
Az ezt követő évek főként itthoni koncertekkel teltek, melyek közül jelentősebb volt az 1983-as miskolci rockfesztivál (a tíz évvel korábbi rendezvény jubileuma alkalmából) és az 1984-es városligeti nagy koncert. Benkő László és Mihály Tamás szólóalbumokat készítettek, melyekről időnként az Omega-koncerteken is játszottak dalokat. Az együttes üzleti vállalkozásokba is kezdett; a nyugatról hazahordott berendezésekből felépített Omega-stúdióban több más előadó is készített felvételeket. Ezek az albumok az évtized közepétől külön márkanevet kaptak (Favorit, majd a CD-korszakban Mega). Emellett hang- és látványtechnikai berendezéseiket is bérbe adták más együtteseknek, a Skorpióval és az Eddával együttműködve gmk-t hoztak létre (a hang- és fénytechnikai céget azóta Frenreisz Károly viszi tovább, de az Omega nevet megtartotta).
1984-ben a Városligetben, valamint az 1985-ös BS-beli Live Aid-fellépésen már új dalok is elhangzottak. Az új stúdióalbum 1986-ban készült el, A Föld árnyékos oldalán címmel. A rockos és a komputeres hangzás közti egyensúlyt megtalálva nagyobb sikert ért el, mint az előző kettő, talán azért is, mert részben a lemez kicsit visszatért a space korszakhoz is. Legnépszerűbb dala, a Fekete pillangó az 1980-as évek legnagyobb Omega-slágere lett, ismertségben felveszi a versenyt az együttes korábbi dalaival. Az akkoriban történt Challenger-katasztrófának állítottak emléket a Fekete doboz című dallal. Ugyancsak ebben az évben kapták meg a Liszt Ferenc-díjat, amit első ízben ítéltek oda könnyűzenei együttesnek.
Az 1986-os országos turné után 1987-ben csak néhány koncertet adtak, főképp a Balaton környékén, majd szeptemberben a 25 éves jubileumot ünnepelték két kisstadionbeli koncerttel. Ezen Presser és Laux is fellépett, az együttest a pályatársak nevében Szörényi Szabolcs köszöntötte (ennek tiszteletére Mihály Tamás Illés-paródiát adott elő), valamint az addigi lemezeladások után az Omega gyémántlemezt vehetett át. Ugyancsak ebben az évben jelent meg a 13. album, a Babylon. 80-90 ezres példányszámát akkoriban bukásként könyvelték el, bár a címadó dal és a Hajnali óceán népszerűek lettek. Az évtized zenei váltásai után az album ezúttal a szövegek terén hozott megújulást: ekkor dolgozott először az együttessel Trunkos András, aki előszeretettel nyúlt vallásos tárgyú témákhoz, bibliai szimbolikához (bár nem teológiai, hanem elsősorban filozofikus megközelítésből).

### Leállás, időszakos működés (1987–2004)
A jubileumi koncert és a Babylon után az együttes háttérbe vonult, bár hivatalosan ekkor sem szűnt meg. Hét éven keresztül nem készült új dal és nem játszottak élőben, leszámítva egy fél-playback fellépést 1988-ban a siófoki Interpop-gálán. Ezalatt a tagok főként üzleti tevékenységeikre, illetve részben szólókarrierjükre koncentráltak. 1991-ben Benkő László szólóalbumot jelentetett meg Omega-mix címmel, melyen Omega-dalokból két instrumentális egyveleg hallható. A felvételen Molnár György kivételével a többi tag is közreműködött.
A hallgatást 1994-ben a Népstadionbeli koncert bejelentése törte meg. Augusztusban Siófokon tartottak nyilvános próbát, magára a koncertre pedig szeptember 3-án került sor, a zord időjárás ellenére 70 000 ember előtt. A program a slágeresebb dalokra épült, a beat-korszak került előtérbe, ami mellett a space rock kapott nagyobb hangsúlyt. Új dal nem hangzott el (bár a jegyekhez mellékeltek egy maxi-CD-t, rajta az angol nyelvű Miss Worlddel). A közreműködők közt volt Szekeres Tamás gitáros (aki ezután évekig az Omega-tagok elválaszthatatlan társa volt), Debreczeni Csaba, az exomegások közül Presser Gábor (aki ezúttal több kilépése utáni dalban is játszott) és Somló Tamás, valamint sztárvendégként Klaus Meine és Rudolf Schenker a Scorpionsból. (A két együttes az 1970-es években többször lépett fel közösen; a koncert után kérték a Gyöngyhajú lány feldolgozásának jogát.) A vendégszereplést 15 évvel később viszonozta Kóbor és Molnár a SYMA-csarnokban és Kassán.
Ezután az együttes stúdióba vonult és a következő évben megjelent a 14. album, a Trans and Dance (a cím szójáték, a transzcendensre utal). A szintetizátor-centrikus albumok után ismét a gitárhangzás került előtérbe. Presser itt is közreműködött két dal (Az álmodozó, Minden könnycseppért kár) szerzőjeként és billentyűsként. A kollektív szerzőség gyakorlatával szakítva a tagok ismét egyenként jegyezték dalaikat. 1996-ban megjelent az angol változat, a Transcendent, melyen a szólóénekes a holland Edwin Balogh volt (korábban Szekeressel játszott együtt), Kóbor csak vokálozott. A magyar kiadáshoz képest további eltérés, hogy felkerült a Babylon áthangszerelt változata, a Tower of Babel, viszont lemaradt négy dal, részint a lassabbak közül, részint azok, amelyek nem illettek a koncepcióba. Így az album pörgősebb és egységesebb lett, mint magyar megfelelője. A következő album 1998-ban készült, Egy életre szól címmel. Ezek az albumok kevésbé közismertek, mint a korábbiak, melynek oka elsősorban az, hogy sem turné, sem lemezbemutató koncert nem kísérte megjelenésüket (a Trans and Dance dalainak élőben való eljátszására az Omega Rapszódiát bemutató 2011-12-es koncertekig kellett várni, az Egy életre szólról pedig mindössze a címadó dalt adták elő, 1999-ben, majd csak 2013-tól, az Omega Oratórium révén kerültek be a dalok rendszeresen a koncertműsorba).
A második Népstadion-koncertet 1999-ben tartották. Szervezésére részvénytársaságot hoztak létre, aminek a jegyvásárlás által a nézők is részvényesei lettek (azóta az Rt. már megszűnt). Az előzenekar az Omega tehetségkutató versenyének első három helyezettje volt, valamint a P. Mobil Vikidál Gyulával és Deák Bill Gyulával. A koncertprogram ezúttal a rockosabb, illetve ritkábban játszott dalokra épült. Ugyancsak közreműködtek régi tagok (Presser, Laux, Somló), bár ezúttal kisebb szerep jutott nekik. A további közreműködők között volt az Edda billentyűse, Gömöry Zsolt, az egykori XL Sistersből Demeter György és Vértes Attila, továbbá a vendégblokkban Edwin Balogh, Keresztes Ildikó és Póka Egon. A koncert megkapta az „Év könnyűzenei produkciója” elismerést.
2001. június 2-án ugyancsak a Népstadion volt a Szuperkoncert, vagyis az Illés, a Metro és az Omega közös koncertjének helyszíne. Az előzetes megállapodásnak megfelelően mindhárom együttes 50-50 percet játszott, a legvégén pedig egy közös egyveleget adtak elő, melyben mindhármuktól két-két sláger hangzott el. Az Omega programja a korábbi koncertek „kötelező darabjainak” számító dalokra épült. Ezúttal is szerették volna meghívni korábbi tagjaikat, de nem sikerült megegyezni a szervezőkkel, így az öt akkori tag mellett Szekeres, Gömöry, Demeter és Vértes játszott. Még ugyanebben a hónapban Pápán is volt Omega-koncert, amit szándékosan nem hirdettek széles körben.

### Újra aktívan (2004–2012)
Az együttes hosszú kihagyás után 2004 tavaszán ismét országos turnéra indult. A Napot hoztam, csillagot névre keresztelt koncertsorozat a hét legnagyobb, sportcsarnokkal rendelkező vidéki várost érintette (majd júniusban megtoldották a szegedi Sláger Rádió Mega Partyn való fellépéssel). A műsor leginkább a tíz évvel korábbihoz hasonlított, többnyire ismertebb slágereket játszottak, de ezúttal kevesebb beat-dalt tűztek műsorra. A Fekete pillangó új, gitárszólós hangszereléssel hangzott el. Szeptemberben pedig már negyedszer (önállóan harmadszor) töltötték meg az időközben Puskás Ferenc nevére keresztelt Népstadiont (előtte a városligeti Sláger Rádió Mega Partyn játszottak két dalt, Dunaszerdahelyen tartottak nyilvános főpróbát). A programot a turnéhoz képest kibővítették (így még inkább a space rock dominált) és némileg átrendezték.
A következő évben Csillagok útján címmel még több várost érintő országos turnéra indultak, továbbá játszottak határon túli magyar közönség előtt (Marosvásárhely, Gombaszög, Csíkszereda, Sepsiszentgyörgy), Németországban és Csehországban, Pásztón a mátrakeresztesi árvízkárosultak javára rendezett segélykoncerten, a Petőfi Csarnok szabadtéri színpadán és az agárdi Popstrandon. A repertoár nagyrészt megegyezett az előző évi stadionkoncerttel, néhány dal kimaradt, illetve közkívánatra bekerült. A marosvásárhelyi koncertet megelőzően (25 év után tértek vissza Romániába és első ízben jártak Székelyföldön) egy közönségtalálkozón az erdélyieknek olyasmire sikerült rávenniük az együttest, amire előtte talán soha: előre odakészített hangszereken eljátszottak egy dalt.
A fokozott aktivitás folytán a rajongótábor egyre inkább várta, hogy album is jelenjen meg. Nagy örömükre az együttes ősszel stúdióba vonult, és bár a felvételek még a következő évben is tartottak, de készült a 16. stúdióalbum. Emellett 2006-ban is folytatódott a koncertezés, EurOmega turné néven. Ez azonban nem saját szervezésű, egybefüggő koncertsorozat volt, hanem meghívásoknak eleget téve, fesztiválok keretében léptek fel. Februárban a Budapest Sportarénában rendezett Szakmunkásfeszten és áprilisban Szabadkán még az előző évi koncertprogramot „búcsúztatták”, a szlovákiai koncerteken (Pozsony, Kassa) már új – a fesztiválokhoz igazodva némileg rövidebb – műsort adtak, benne a készülő lemez két dalával (Végül ez a tangó, Álmok koldusa). Az év során játszottak még a Kisstadionban, a cseszneki Várjátékokon, az alsóörsi Motorostalálkozón, Szatmárnémetiben, Érsekújvárban, Agárdon, Királyhelmecen, Hódmezővásárhelyen, Nyíregyházán (Nyírségi Ősz) és Berlinben. Utóbbi két helyszínen már kapható volt a szeptemberben megjelent Égi jel: Omega címet viselő album, amely megjelenésekor első helyen nyitott a Mahasz eladási listáján, öt hétig vezetve azt. Az albumon 13, többnyire kemény hangzású, gitárcentrikus dal hallható, melyek többsége – némi meglepetésre – Kóbor szerzeménye. A szólók nagy részét játszó Szekeres Tamás ezúttal dalt is írt (Versenyző), amelyben először működött közre stúdiófelvételen Gömöry Zsolt (a koncerteken előző év végén Jankai Béla vette át a helyét). A címadó dalt az Esti Showder című műsorban is előadták, az albumverziótól eltérő hangszereléssel: Szekeres helyett Molnár és Benkő szólózott, a rajongók túlnyomó többsége szerint ez a változat sokkal gazdagabb, tartalmasabb hangzású, mint az eredeti, visszahozza az egykori "Omega-hangzást".
2007-ben az együttes fennállása 45. évébe lépett, amit eredeti tervek szerint újabb stadionkoncerttel és turnéval ünnepeltek volna. Ezeket végül nem sikerült megvalósítani, de ebben az évben is adtak koncertet Pécsett (zártkörű céges rendezvény), Kozármislenyben, Győrött, Keszthelyen, a Hungaroringen (a Formula–1-es futam hétvégéjén) és Drezdában. Kozármislenyben a rajongók meglepetéssel köszöntötték fel kedvenceiket, akik ekkor tudták meg az addig gondosan őrzött titkot: egyik legsikeresebb albumuk, a Gammapolis nevét immár valódi csillag viseli, amiről az öt zenész egy-egy tanúsítványt is kapott.
2008-ban nem volt koncertjük, de a Magyar dal napján Mihály Tamás és Benkő László más zenészek társaságában Omega Tribute Band néven játszottak el három dalt, a Prima Primissima díjátadó gálán pedig a teljes együttes játszotta el a Lénát.
2009-ben hosszú évek után visszatértek Lengyelországba, ahol mindig is nagy népszerűségnek örvendtek: márciusban Varsóban, májusban Sanokban, szeptemberben Szczecinben játszottak. Ezen kívül két koncertet adtak Csehországban is (Loket, Vizovice). A közelmúltban megszokott közreműködő zenészek közül ezúttal csak Jankai Béla volt az öt tag mellett a színpadon. Az év egyetlen magyarországi Omega-koncertjét Baján tartották az EFOTT első napján. A turné Lipcsében zárult.
2010-ben fesztiválokon léptek fel: az első ízben megrendezett StarGardenen olyan együttesek társaságában, mint Eric Burdon and The Animals vagy a Deep Purple; az alsóörsi motorostalálkozón, a soproni VOLT Fesztiválon, a lengyelországi Slupskban a Rock Legendsen, Dunaszerdahelyen a Dunafesten, Marosvásárhelyen a Félsziget Fesztiválon a Phoenix és a Europe társaságában. Az évet két városi rendezvényen tartott koncerttel zárták Szekszárdon és Hatvanban. Ősszel elkészült az Omega Rhapsody album, amely hivatalosan Kóbor János szólólemeze, de korábbi Omega-dalok hallhatók rajta szimfonikus hangszereléssel, a felvételeken közreműködött a tagok közül Debreczeni Ferenc, később bekapcsolódott Benkő László is, valamint játszottak az Omega korábbi közreműködői, Szekeres, Gömöry és Küronya Miklós.
Az együttes dalaiból a veszprémi Pannon Várszínház előadásában Égi vándor címmel musical készült, amelynek ősbemutatója 2011. február 5-én volt.
2011-ben két Omega-koncert volt: Szófiában, a Nemzeti Kultúrpalotában, valamint Nyitrán. Emellett élőben bemutatták Omega Rhapsody anyagát is, először a törökbálinti művelődési házban nyilvános főpróbán felvételről bejátszott szimfonikus kísérettel, majd Németországban Halléban szimfonikus zenekarral és a csehországi Loketben.
2012-ben ünnepelte az együttes a fennállásának ötvenedik évfordulóját. Ennek jegyében először tavasszal hazai sportcsarnokokban (Eger, Zalaegerszeg, Tatabánya, Békéscsaba, Nyíregyháza, Szolnok, Kaposvár, Szeged, Szombathely, Pécs, Miskolc) turnéztak, három részből álló programmal: az instrumentális Szimfónia, a nagyzenekar mellett Benkő, Debreczeni és Gömöry közreműködésével, a már ismert Rapszódia, a Rhapsody turné közreműködőivel, az angolul éneklő JC Conningtonnal és ugyancsak nagyzenekarral kiegészülve, végül a Nosztalgia blokk, amelyben az Omega öt tagja játszott. A turnézáró miskolci koncertről egyórás háromdimenziós felvétel készült, amelyet az M3D kísérleti tévécsatorna mutatott be. Mellette voltak határon túli szabadtéri koncertek is (Sepsiszentgyörgy, Szabadka, Dunaszerdahely, Tusványos, Törökbecse), valamint játszottak a csehországi Havirovban. Emellett folytatódott a Rhapsody élő bemutatása Németországban (májusban Lipcsében és Drezdában jártak, augusztusban Berlinben tértek vissza), és volt még egy koncert Prágában, a Lucernában. A jubileumi év csúcspontját a Papp László Budapest Sportarénában megrendezett októberi koncert jelentette, ahol a Szimfónia, a Rapszódia és a szimfonikus kíséret nélküli dalok nem különültek el hosszabb blokkokba, hanem folyamatosan váltogatták egymást, ezenkívül akusztikus hangszereléssel is játszottak két dalt. Molnár és Szekeres, illetve Benkő és Gömöry újra együtt voltak színpadon, basszusgitáron pedig nagyrészt Mihály játszott, leszámítva két dalt, amelyben a Rhapsody koncerteken közreműködő Szöllőssy Katalin, azaz Katy Zee vendégszerepelt. A koncertről 2×50 perces felvételt mutatott be az M1, továbbá a műsort december végén Veszprémben és Debrecenben újra előadták.
A 2012. év végi koncerteken már kapható volt az Omega Szimfónia & Rapszódia dupla CD, amelynek első lemeze a Szimfóniát tartalmazza stúdióváltozatban és az Arénában készült koncertfelvételen, második lemeze pedig az Omega Rhapsody magyar változata.

### Fél évszázadon túl (2012–2021)
2013. március 15-én az ötvenéves pályafutás elismeréseként az együttes öt tagja megkapta a Kossuth-díjat.

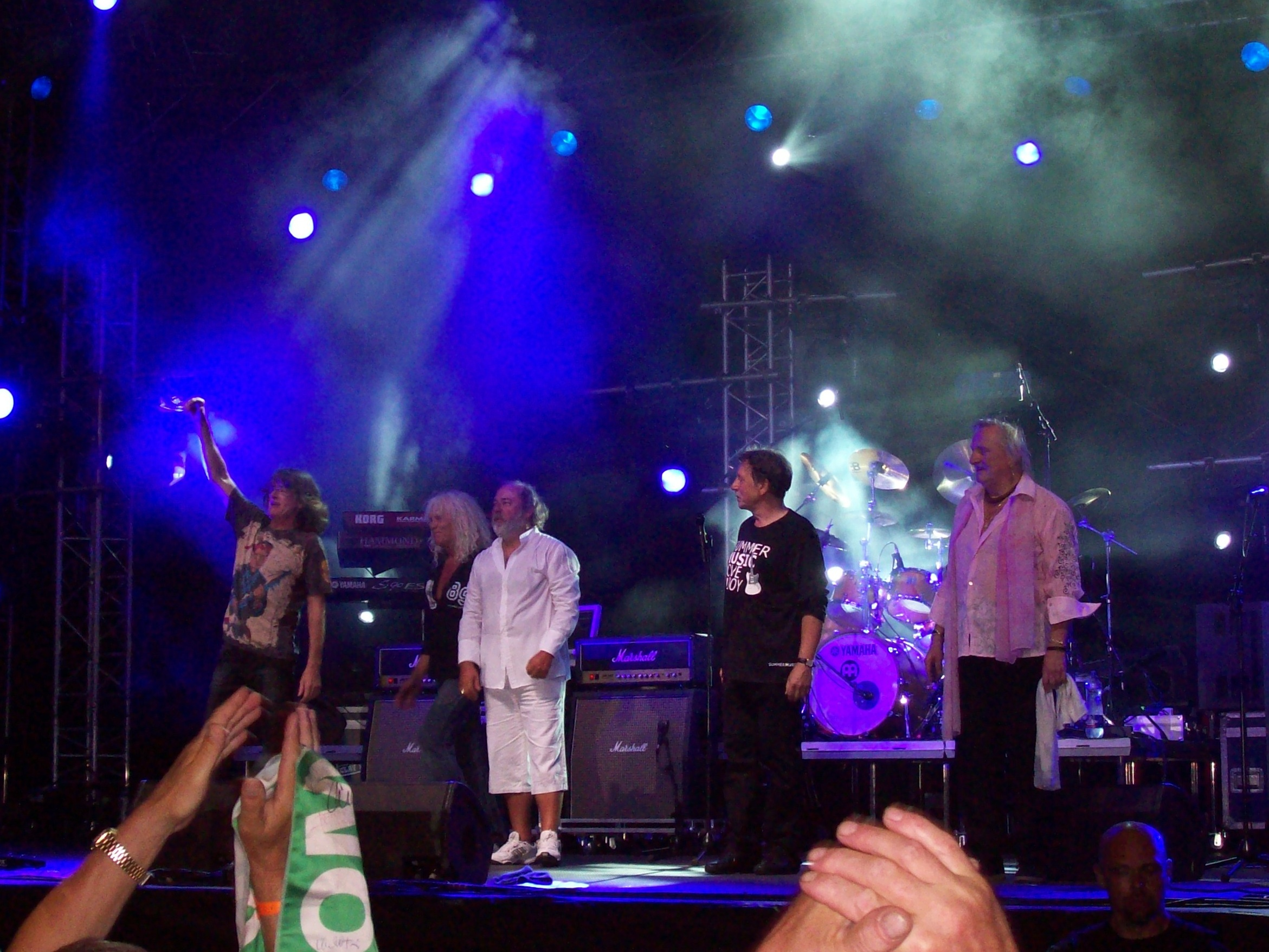
Debreceni, Kóbor, Molnár, Mihály, Benkő (2010)

Az Omega pályafutása a jubileum után is folytatódott, bár a tagok között nem volt egyetértés a jövőt illetően. 2013 májusában az együttes története során először Oroszországban, Moszkvában játszott. A győri Négy Évszak Fesztiválon ingyenes koncertet adtak (a város kimaradt az előző évi turnéból), ez volt az ötfős Omegának az egyetlen hazai fellépése abban évben, és mint azóta kiderült, az utolsó önálló koncertje. Az eredetileg 2012-re Suhlba meghirdetett Rhapsody-koncertet Chemnitzben pótolták. Az év során született egy újabb különleges produkció is, az Omega Oratórium, templomi környezetre átírt Omega-dalokból. Ennek nyilvános főpróbáját Bátaszéken tartották, a bevételből az ottani templom toronysisakjának helyreállítását kívánták finanszírozni. Az adventi időszakban négy templomban mutatták be hivatalosan is a művet (Szegedi Dóm, Székesfehérvár – Prohászka-templom, Sopron – evangélikus templom, Debreceni Nagytemplom), az Omega Rhapsody-koncertek zenészeivel, valamint szimfonikus kísérettel és vegyeskar közreműködésével.
Bár a Rhapsody-koncertek sorát 2013-ban le kívánták zárni, az érdeklődésre való tekintettel a következő évben bemutatták a produkciót Rostockban is, valamint ősszel játszottak Kamenzben, a lengyelországi Lublinban és két csehországi helyszínen (Zlín, Prága) is. Az Omega Oratórium bemutatása folytatódott Kiskőrösön, Mezőtúron és Békéscsabán, Marosvásárhelyen pedig az Omega-ünnep hétvégén egyik nap az Oratóriumot, másik nap a Rapszódia-koncertműsort játszották el. A Hősök terén a Szabadságkoncert rendezvényen ismét színpadra állt a teljes Omega, szimfonikus kísérettel és kórussal kiegészülve, mintegy egy órát játszva. Mint utóbb nyilvánvalóvá vált, ez volt Mihály Tamás utolsó koncertje az Omega tagjaként. Az est másik fellépője a Scorpions volt, akiknek műsorában Kóbor és Elefánt vendégszerepelt (a Wind of Change-ben). Nyáron szabadtéri színpadokon is eljátszották az Omega Oratóriumot (Tata, Gyöngyös, Siófok), majd újabb templomi Oratórium-koncertekre szeptemberben Cegléden és decemberben Makón. Év végén pedig Pécsett első alkalommal sportcsarnokban állították színpadra az Oratóriumot.
2015-ben az Oratórium-koncertek folytatódtak magyarországi és németországi helyszíneken.
2015. március 23-án elhunyt a zenekar hangmérnöke, Küronya Miklós. A hangmérnök vétlenül lett autóbaleset áldozata februárban. Kómába került, amiből már nem ébredt fel. Az ő emlékére a korábban tervezett, de el nem készült 17. album egyik félbemaradt dalának felvételét – amelyben Küronya basszusjátéka is hallható – befejezték és a belőle készült videót X-bolygó – Miki címmel tették közzé.
Május végén Beatmise címmel mutattak be új koncertműsort a Budapest Parkban. Az Omega Oratóriumban közreműködő tagokhoz csatlakozott Molnár György is, emellett fellépett több korábbi Omega-tag is: Laux József, Somló Tamás, Kovacsics András és Varsányi István. Vendégszerepelt még a The Tax együttes énekese, George Hill, aki elénekelte a Léna angol változatát (egy hónappal korábban Benkő és Debreczeni társaságában stúdiófelvételen is elkészült). A műsort előadták Felcsúton, a Pancho Arénában is, bár ott a régi tagok közül már csak Laux játszott. Mihály Tamás, aki nem vett részt a produkcióban, több nyilatkozatban is kifejezte ellenérzéseit a helyszín politikai vonatkozásai és az Omega név használata miatt. Az év során néhány további Beatmise és Oratórium koncertre került sor. Közben Molnár György új szólóalbumot készített, és egy ehhez kapcsolódó interjúban kifejtette, hogy az Omegát a múltja részének tekinti, és szerinte nem jó irányba alakulnak az együttes dolgai, nem értett például egyet a templomi koncertekkel. Kóbor János eközben egy újabb Omega-album, a Testamentum és egy 55 éves jubileumi turné terveit vázolta fel. Zenésztársaival kapcsolatban annyit mondott, hogy mindenkit omegásnak tekint, aki valaha az együttes színpadán állt, és részéről mindenki előtt nyitva a kapu, aki részt akar venni a lemez készítésében.
2016-ban lezárult az Omega Oratórium turné, ugyanakkor az Omega folytatta a koncertezést Magyarországon és külföldön. Molnár György innentől kezdve a koncertek nagy részén részt vett, kivéve a templomokat és bizonyos külföldi (főképp németországi) fellépéseket, Mihály Tamás viszont továbbra sem lépett fel az együttessel (a kilépéséről szóló sajtóhíreket azonban ekkor még tagadták, a nyilatkozatokban a tervezett Testamentum album készítésében való részvételét is említették). 2016. július 19-én hosszan tartó, súlyos betegség és orvoshoz járás után (időt és pénzt nem sajnálva), 68 éves korában elhunyt Somló Tamás, aki bár az LGT-ben vált igazán ismertté, 1964-68 között az Omega tagja is volt. Augusztus 6-án újabb egykori omegás távozott az égi zenekarba: Laux József, az együttes 1964-71 közötti dobosa, rövid szívbetegség után, 73 évesen hunyt el a balatonfüredi kórházban. Az együttes tagjai augusztus 1-jén még meglátogatták a kórházban, sőt korábban úgy volt, hogy az ottani koncerten ő is fellép, erre azonban az állapota miatt már nem kerülhetett sor. Szeptember 16-án az együttes másik állandó hangmérnöke, az Edda Művek korábbi gitárosa, Gellért Tibor hunyt el 57 éves korában. Az Elfújta a szél címre átkeresztelt, korábban X-bolygó munkacímű dalt immár az ő emléküknek is ajánlották.
2016. október 19-én egy új dal, az Ötvenhatos lány debütált az interneten. A szöveg Kóbor János saját kamaszkori élménye alapján íródott, a videóklipet a Memento Parkban forgatták. Egyúttal kislemez is készült Omega ’56 címmel, amelyre egy további új szerzemény, a Rádió Luxembourg is felkerült. Novemberben a németországi Riesában játszottak egy színpadon olyan előadókkal, mint a Creedence Clearwater Revived, a Nazareth és Bob Geldof. December 10-én Kassán, a Steel Arénában tartották a Testamentum „lemezbemutató” koncertet. Bár az album befejezését elhalasztották, a koncerten eljátszották a három napvilágot látott új dalt. Az évet a Várkert Bazár rendezvénytermében tartott Omega Karácsony koncert zárta.
Az Omega 2017-ben ünnepelte megalakulásának 55. évfordulóját. Az első jubileumi koncert március 25-én volt Piotrków Trybunalskiban, Lengyelországban, a lengyel-magyar barátság napi fesztiválon, ahol az együttes szinte teljes felállásban (Molnár György Elefánttal, de Mihály Tamás helyett még mindig Katy Zee-vel) lépett fel. A koncerten a lengyel Silesian Blues Band zenekar tagja, Józef Skrzek vendégeskedett, akivel az együttes Czeslaw Niemen Dziwny jest ten swiat című dalát adta elő lengyelül, továbbá Jozef a Gyöngyhajú lány előtt egy kis billentyű-improvizációval is megörvendeztette a közönséget. Az év folyamán az Omega a Partiumban (Nagyvárad, Szatmárnémeti), a Felvidéken (Bátorkeszi, Kolon, Kassa), Németországban (Reichenbach im Vogtland, Erfurt, Rostock, Löbau, Berlin, Halle an der Saale, Chemnitz, Drezda), hosszú idő után Svájcban (Basel/Pratteln) és Csehországban (Prága-Lucerna) is koncertezett. Volt továbbá egy zártkörű koncert április 29-én Budapesten, a Tüskecsarnokban. Április elején új felvételt is közzétettek: a Scorpions Still Loving You című slágerét dolgozták fel. A nagyváradi koncertet bejelentő sajtótájékoztatón Kóbor János először ismerte el, hogy az Omegának már nem tagja Mihály Tamás basszusgitáros, az együttes hivatalosan négy főre szűkült:
- Benkő László („Laci”) – billentyűs hangszerek
- Kóbor János („Mecky”) – ének
- Molnár György („Elefánt”) – gitár
- Debreczeni Ferenc („Ciki”) – dob, ütőhangszerek

Mellettük a megelőző évek alatt kialakult az állandó közreműködők csapata, amely 2016 nyarára vált teljessé:
- Szekeres Tamás – gitár
- Szöllőssy Katalin („Katy Zee”) – basszusgitár
- Földi Albert – billentyűs hangszerek
- Csordás Levente – vokál
- Minya Vivien – vokál

Mihály Tamás azonban kijelentette, hogy – bizonyos feltételek teljesülése esetén – nem zárkózik el a közös munka újrakezdésétől.
2017 szeptemberében megjelent a Volt egyszer Vadkelet című lemez, rajta az Omega ’56 kislemez dalaival, valamint több új, addig meg nem jelent angol nyelvű felvétellel (Immigrant, Good Morning America, Don't Think About The Fire, a Never Feel Shame oratóriumos stúdióváltozata) és kelet-közép-európai rockdalok feldolgozásaival, vendégelőadók közreműködésével (Der Grosse Magnet – Dieter „Maschine” Birr, Dziwny jest ten swiat – Czeslav Niemen, Jasná zpráva – Olympic).
A jubileumi évet (nem a turnét, mert az 2018-ban is folytatódott) az együttes egy december 28-án rendezett, teltházas Aréna- koncerttel zárta, ahol felléptek az albumon is közreműködő vendégek: Dieter Birr énekes, Uwe Hassbecker gitáros, az Olympic frontembere, Petr Jánda, a már Lengyelországban is fellépő Józef Skrzek az SBB-ből; valamint a szlovák Lady Colors lánytrió (néhány héttel korábban ők is feldolgozták a Gyöngyhajú lányt), továbbá a volt Omega-tagok közül a születésnapját ünneplő Kovacsics András.
Ezt a fellépést négy koncert előzte meg (Salgótarján, Kassa, Balatonfüred, Pécs), mintegy főpróbaként. Négy koncerten (Kassától kezdve) a 100 Folk Celsius játszott vendégként, akik az együttes dalainak country stílusra átdolgozott változataival melegítették be a közönséget, és a ráadásban a Petróleumlámpában, valamint az Arénában az Ismertem egy lányt című dalban csatlakoztak az Omega tagjaihoz. A beteg Orbán József csak egy-két dalban énekelt, őt gitáron a volt tag Heilig Gábor, énekben pedig Littvay Imre zenekarvezető–basszusgitáros, Mikes Attila hegedűs és Kocsándi Miklós dobos helyettesítette. Az átiratok decemberben CD-n is megjelentek 100 Folk Celsius – Omega Country címmel, illetve a Volt egyszer egy Vadkelet újra kiadott változatának bónusz mellékleteként. Előbbin a 100 Folk Celsius tagjai énekelnek, utóbbin Kóbor János hangja hallható.
2018. március 7-én a Fonogram-díjátadón az 55 éves együttest életműdíjjal tüntették ki. 2018-ban külföldön és Magyarországon is folytatják a koncertezést. A Volt egyszer egy Ifipark koncertsorozat keretében a Vártkert Bazárban is játszottak. Szeptember 22-én esztergomi koncerten, megújult műsorral ünnepelték az együttes 56 éves fennállását.
2018 novemberében indult az Omega Oratórium 2.0. turné, az Oratórium műsor módosított változatával, aminek keretében az együttes a szarvasi evangélikus ótemplomban, a karcagi református templomban, és a celldömölki evangélikus templomban lép fel. Ezeken kívül volt egy koncert Pozsonyban is december 20-án, az évet pedig egy december 23-i Oratórium 2.0. koncerttel zárta az együttes, a kiskőrösi evangélikus templomban.
2019-ben a zenekar Tűzvihar néven újabb vidéki sportcsarnokturnéra indult. A vokálban Minya Vivien helyére Bárkányi Mónika került. Ezen kívül az együttes az év során számos más hazai és külföldi helyszínen koncertezett, történetük során első alkalommal eljutottak Kárpátaljára is (Beregszász). A koncertsorozatot a Papp László Budapest Sportarénában zárták, némileg módosított műsorral. A vendégzenekar a Nazareth volt, akikkel a megelőző években néhányszor már felléptek együtt külföldön. Ekkor még nem lehetett sejteni, de végül ez volt az együttes utolsó koncertje.
2020. november 18-án, hosszan tartó, súlyos betegség után 77 éves korában elhunyt Benkő László, az együttes billentyűse; majd három nappal később, 2020. november 21-én, 73 éves korában Mihály Tamás, az együttes egykori basszusgitárosa is meghalt.
2021-re tervben volt a klasszikus ötös (Kóbor-Benkő-Mihály-Molnár-Debreczeni) újraegyesülése, erre azonban már nem kerülhetett sor.
Tervben volt egy templomi turné, a Testamentum lemez bemutatása céljából, de felmerült egy búcsúkoncert is, aminek a Puskás Aréna adott volna otthont, de ezek egyike sem valósult meg.
2021. december 6-án, koronavírus-járvány okozta betegségben, 78 éves korában elhunyt Kóbor János, az együttes énekese, frontembere. Az Omega működése ezzel lezárult. 2022. augusztus 12-től 14-ig a szövegíró Sülyi Péter szűkebb pátriájának számító Őriszentpéteren Omega 60 év, 60 dal címmel rendeztek emlékkoncertet, olyan előadók részvételével, mint a Jankai Béla vezette B52, Nagy Feró és a Beatrice, Földes László (Hobo), az Új Babylon Omega-tribute band, az Anna and the Barbies, Ivan and the Parazol, a 100 Folk Celsius, Tolcsvay László, Bródy János, Másik János és Szirtes Edina Mókus. Az első két napon színpadra lépett Debreczeni Ferenc új zenekara, az Omega Testamentum. A második napon az utolsó öt dalban a gitáros Molnár György is közreműködött, ezzel zárva omegás pályafutását. Mindkét nap a Gyöngyhajú lány volt a záródal, amiben Kóbor Jánosnak az utolsó koncerten rögzített hangját élőben kísérték.
A zenekar életben maradt tagjai azóta külön utakon járnak, bár Trunkos András menedzser szerette volna egyben tartani a csapatot. Debreczeni Ferenc az Omega Testamentumban zenél, a Korálból ismert Fekete Tibor "Samu" basszusgitárossal, Schrott Péter énekessel, Erdős Róbert gitárossal, és Nagy Zsolt "Liszt" billentyűssel. A formáció Őrizzük a lángot címmel saját dalt is megjelentetett. Molnár György a Mobilmánia zenekarral közösen készítette el Az utolsó mohikán című dalt, amit hamarosan újabb követ. Szekeres Tamás gitáros 25 év az Omegában címmel templomi koncertturnéra indult. Csordás Levente (háttér) énekes Gammapolis néven alapított Omega emlékzenekart, a Vida Rock Band korábbi tagjaival, míg Szöllösy Kata a Hiperkarma tagja lett.
Az Omega emlékét több tribute-zenekar is ápolja: a legrégebbiek ezek közül a Márkosi testvérek alapította Megapolis, valamint az Új Babylon, ezen zenekarok többször felléptek az együttes tagjaival (Benkő Lászlóval, Debreczeni Ferenccel, Molnár Györggyel). De ott van még a említett Gammapolis, és egyetlen határon túli zenekarként, a szlovákiai Omega Revival is.

## Tagok

### Idővonal

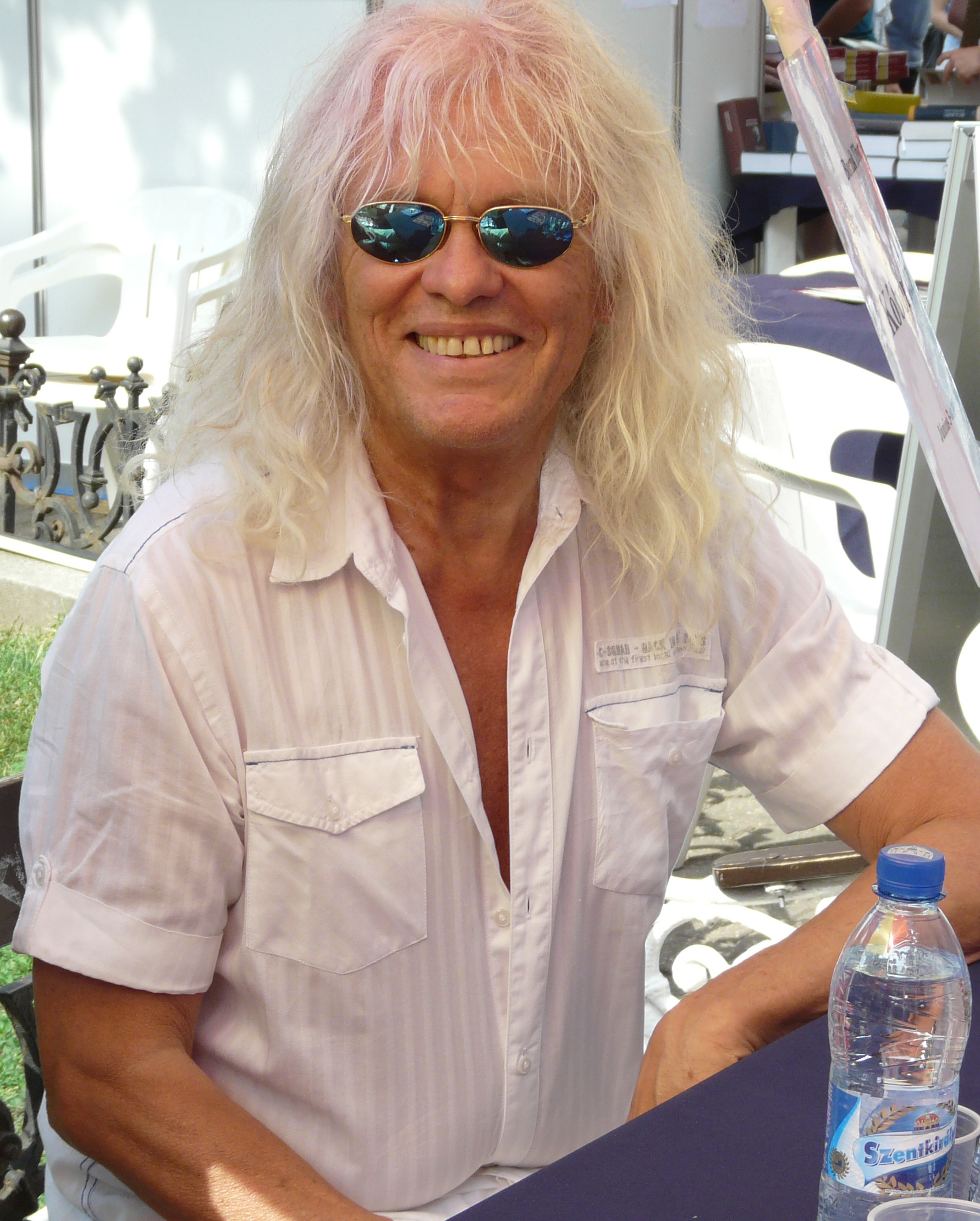
Kóbor János az Ünnepi Könyvhéten. Budapest, 2011. június

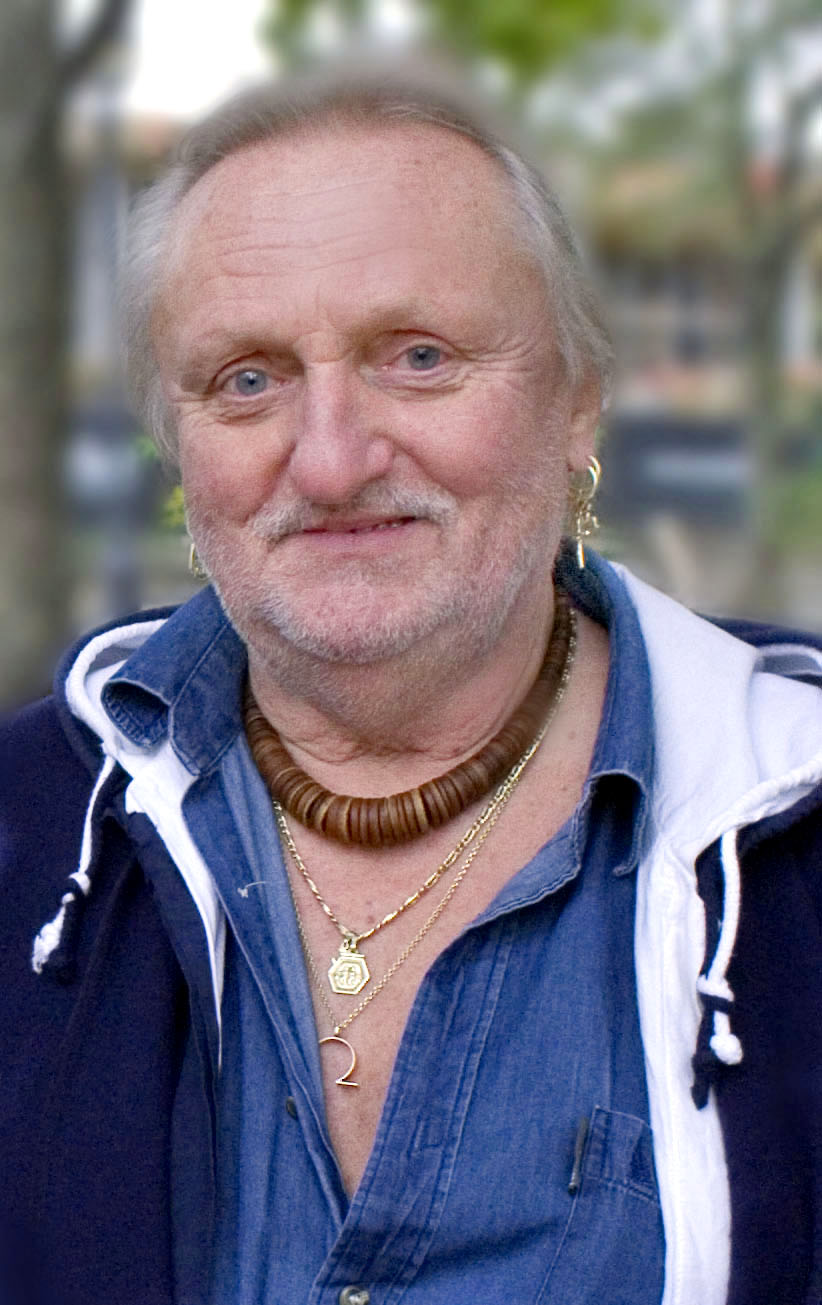
Benkő László, 2009. október 17.

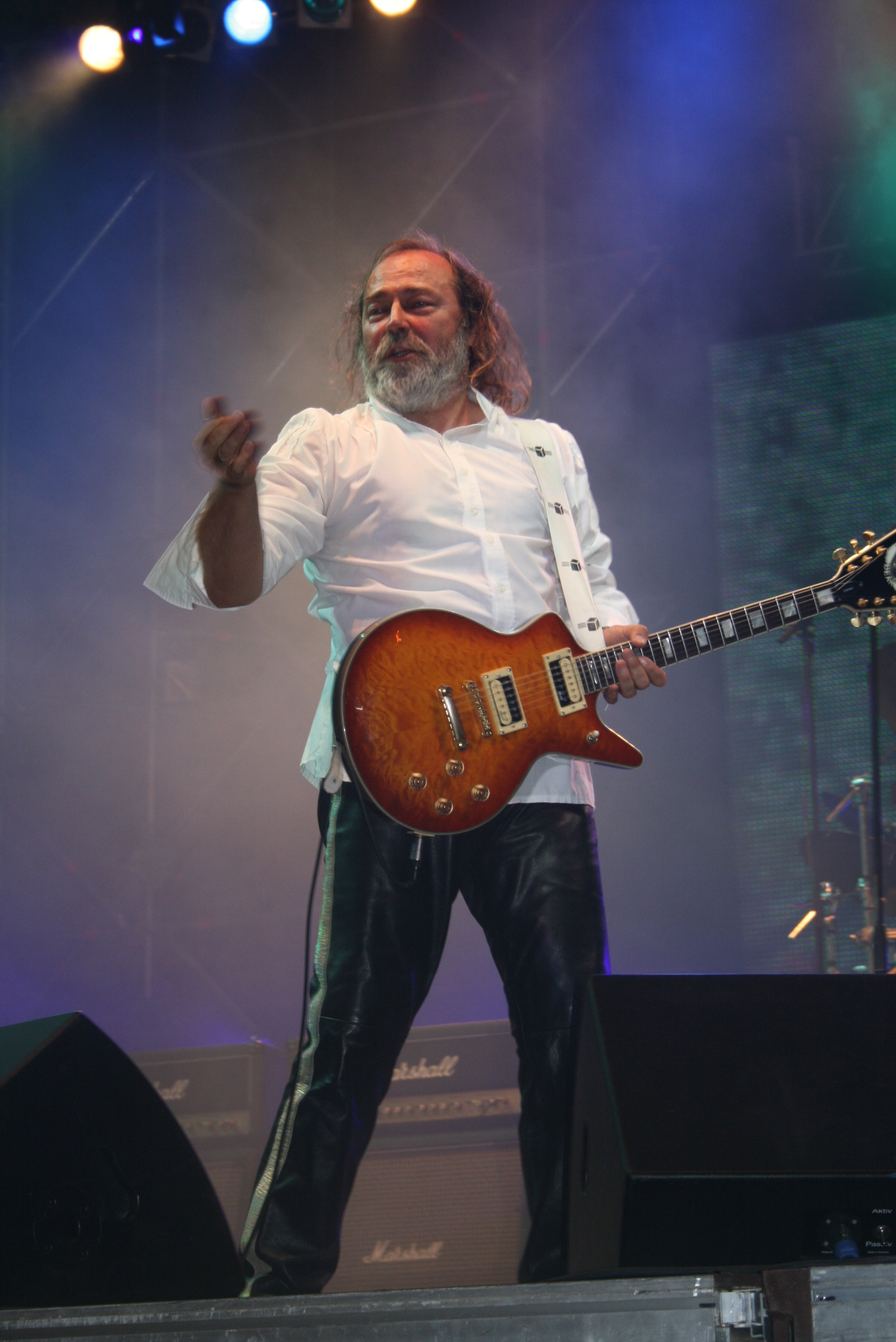
Molnár György, 2009. 2007. július 6.

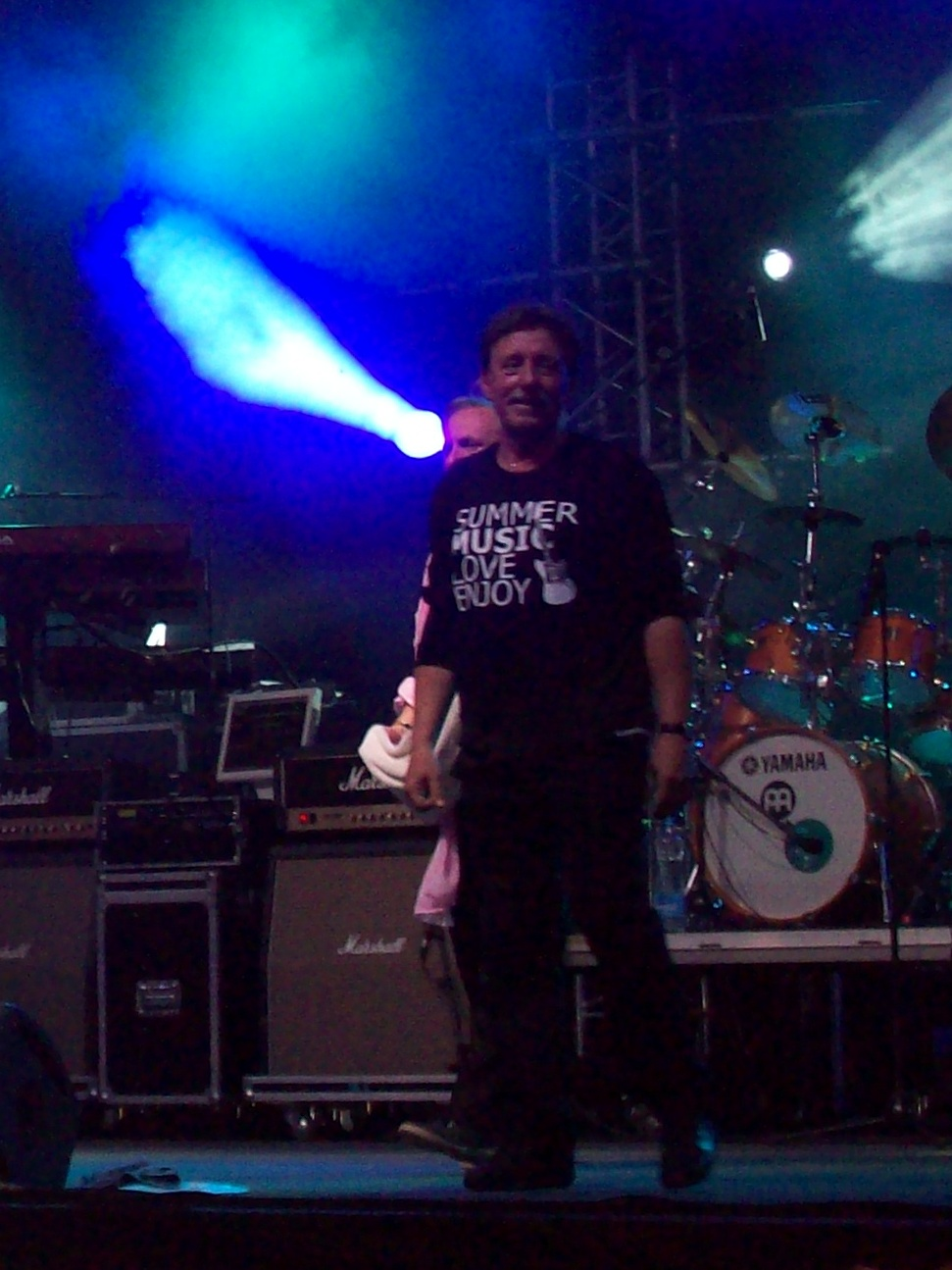
Mihály Tamás 2010-ben

Wittek Mária 1967-ig volt az együttes tagja, de néhányszor azután is fellépett velük. Presser Gábor már 1967-ben is írt zenét az együttesnek és hangszerelte dalaikat, majd Kovacsics András távozása után csatlakozott, ekkor az Omega rövid ideig szólógitár nélkül, két billentyűssel játszott. Molnár György érkezése után azonban Presser egy időre távozott, 1968-ban, nem sokkal az angliai turné előtt tért vissza. Somló Tamás 1968-ig volt az együttes tagja, de több, 1969-ben készült filmfelvételen is feltűnik.
2010-ben indult az Omega Rhapsody produkció, majd 2013-ban az Omega Oratórium, amelyben Kóbor, Benkő és Debreczeni vettek részt a tagok közül, emiatt vitatott, hogy az Omega produkciójának tekinthető-e vagy sem. 2015-ben a Beatmise turnéhoz már Molnár György is csatlakozott, aki 2016-ban és 2017-ben a német szervezésű koncertekre nem utazott, a többin viszont játszik. Mihály Tamás viszont a 2014-es Hősök téri Szabadságkoncert óta nem játszott az Omegával, bár hivatalosan nem jelentettek be tagcserét, sőt egy ideig cáfolták ezeket a híreket. 2017 áprilisában Kóbor János a nagyváradi koncertet bejelentő sajtótájékoztatón elismerte,hogy az Omega felállása hivatalosan négyfősre szűkült. A Kultúrfelelős című műsorban 2017 júniusában már „ex-Omega” felirat szerepelt Mihály Tamás neve alatt, ugyanakkor a halála után megjelent Testamentum album duplalemezes kiadásának mellékletén az ő nevét is feltüntették.

### Kiegészítő zenészek
- Kopecsni György – gitár a 20 éves jubileumi koncerteken (Budapest Sportcsarnok, 1982).
- Tóth Miklós – billentyűs hangszerek a 20 éves jubileumi koncerteken (Budapest Sportcsarnok, 1982).
- Trunkos András – basszusgitár néhány dalban (Mihály Tamás helyett, aki azokban billentyűs hangszereken játszott) a 25 éves jubileumi koncerteken (Kisstadion, 1987)
- Muck Ferenc – szaxofon a Babylon album stúdiófelvételein és az 1988-as siófoki fellépésen
- Szekeres Tamás – szólógitár; koncerteken és stúdióban 1994–2007, az Omega Rhapsody és Omega Oratórium stúdiófelvételein és bemutató koncertjein, 2012-ben a tavaszi turné Rapszódia-blokkjában, valamint az Arénában, Debrecenben és Veszprémben; 2014-től 2019-ig újra valamennyi koncerten, valamint az Omega ’56, a Volt egyszer egy Vadkelet és a Testamentum stúdiófelvételein, utoljára pedig az Omega 60 fesztiválon,Őriszentpéteren 2022-ben.
- Vinnay Péter – billentyűs hangszerek; Népstadion-koncert, 1994
- Tunyogi Bernadett, Tunyogi Orsi – vokál; Népstadion-koncert, 1994 és a Trans and Dance stúdiófelvételei
- Szolnoki Péter – vokál, fuvola; Népstadion-koncert, 1994 és a Trans and Dance stúdiófelvételei
- Hastó Zsolt – vokál, csörgő; Népstadion-koncert, 1994 és a Trans and Dance stúdiófelvételei
- Edwin Balogh – ének, vokál; stúdióban az angol nyelvű Transcendent album, amelynél a szövegírásban is részt vett; koncerten 1999-ben a Népstadionban vendégszerepelt.
- Küronya Miklós – basszusgitár; stúdióban 1998–2013; a 15–16. album, valamint az Omega Rhapsody és az Omega Oratórium felvételein. A 16-os album basszusait ő játszotta fel, miután Mihály Tamást lekötötték az 56 csepp vér musical munkálatai. Hangmérnökként is dolgozott az együttessel. 2015. március 23-án elhunyt, a posztumusz kiadott X-bolygó című dalban, amely Elfújta a szél címmel felkerült a Testamentum duplalemezes kiadására, szintén hallható az ő basszusjátéka.
- Gömöry Zsolt – billentyűs hangszerek; koncerteken 1999–2005-ig, illetve a Rhapsody és Oratórium koncertek egy részén 2014-ig, 2012-ben a tavaszi turné Szimfónia és Rapszódia blokkjában, valamint az Arénában, Debrecenben és Veszprémben; 2014-ben a Szabadságkoncerten; stúdióban az Égi jelen, az Omega Szimfónia & Rapszódia dupla albumon, az Omega Oratórium albumon, valamint archív felvételekről a Volt egyszer egy Vadkeleten. A Szimfónia, a Rapszódia és az Oratórium nagyzenekari hangszerelésében is részt vett.
- Demeter György – vokál, trombita, csörgő, akusztikus gitár; koncerteken 1999–2007
- Vértes Attila – vokál; Népstadion-koncert 1999 és 2001
- Keresztes Ildikó – vokál; koncerteken 1999-ben és 2004–2007
- Jankai Béla – billentyűs hangszerek; koncerteken 2005-ben eleinte Gömöry Zsoltot helyettesítette, majd átvette a helyét 2010-ig, játszott még 2011-ben Bulgáriában és Nyitrán, 2012-ben a határon túli szabadtéri koncerteken, 2013-ban Moszkvában. Játszott az Omega 60 (emlék) fesztiválon is.
- Demeter Tamás – vokál, trombita, csörgő, akusztikus gitár; a koncerteken 2005-ben és 2006-ban szükség esetén helyettesítette Demeter Györgyöt vagy Keresztes Ildikót
- Szölőssy Kata „Katy Zee” – basszusgitár (2011-, koncerteken az Omega Rhapsody turnén és a 2012-es tavaszi turné Rapszódia blokkjában, az Omega Oratórium turnén, rövid vendégszereplés erejéig 2012-ben az Arénában, Debrecenben és Veszprémben, illetve 2013-ban Győrben, 2014-ben a Szabadságkoncerten; a Szabadságkoncert után 2019-ig valamennyi koncerten ő volt az egyedüli basszusgitáros; stúdióban az Omega Oratórium, az Omega ’56, a Volt egyszer egy Vadkelet és a Testamentum felvételein működött közre.
- Földi Albert – billentyűs hangszerek; 2011- 2019, kezdetben Gömöry Zsoltot helyettesítette a Rhapsody- és Oratórium-koncerteken, később átvette a helyét, játszott még 2013-ban Győrben, valamint 2015-től valamennyi koncerten; stúdióban az Omega ’56 és a Volt egyszer egy Vadkelet felvételein.
- JC Connington – ének, 2012-ben a tavaszi turnén és egyes Rhapsody-koncerteken az angol nyelvű dalokban.
- George Hill – ének, vokál; koncerteken 2015-ben a Budapest Parkban és a Pancho Arénában az angol nyelvű dalokban; stúdióban a Volt egyszer egy Vadkeleten a Good Morning America és a Don’t Think About the Fire című dalokban, amelyeknek társszerzője is.
- Csordás Levente – vokál, ének; koncerteken 2016 júniusától 2019-ig; stúdiófelvételeken az Omega ’56, a Volt egyszer egy Vadkelet és a Testamentum.
- Minya Vivien – vokál; 2016 júniusától 2018 végéig koncerteken és stúdiófelvételeken (a 2019-es Tűzvihar turné plakátja még vele készült el, de már nem ő közreműködött); hegedű koncerteken 2017–2018-ban az Ismertem egy lány című dalban.
- Bárkányi Mónika – vokál; koncerteken 2019-ben [22] és a Testamentum stúdiófelvételein.
- Vámos Zsolt – gitár; 2020–2021-ben a Testamentum stúdiófelvételei

### Zenekari személyzet
- Gellért Tibor – hangmérnök (koncerteken, 2004 ?- 2016. 2016 szeptember 16-án elhunyt.)
- Gréczy Zsolt – sajtófőnök (2001–2007)
- Küronya Miklós – hangmérnök (1990-es évektől 2015-ben bekövetkezett haláláig, stúdióban az Omega és a Szimfónia, Rapszódia, Oratórium produkciókban és nagyobb koncerteken)
- Molnár Csaba – menedzser (1999? – 2000-es évek)
- Szalay András, Szalay Sándor – Muzix81 komputertechnika (1980-as évek)
- Toókos Zoltán – turnémenedzser, technikus
- Trunkos András – producer, menedzser
- Nemes László – hangmérnök, road
- Erdei István „Béka” – technikus, road
- Csabai Tibor – road

### Szövegírók
- Verebes István – Nem vagy szép (1967) – Korábban elterjedt, hogy néhány további korai dal szövegét is ő írta, és azok S. Nagy István neve alatt jöttek ki, ezt viszont egy interjúban cáfolta.[23]
- S. Nagy István – Néhány kislemez 1967-ben és 1968-ban.
- Adamis Anna – Az 1967–1971 közti dalok többsége.
- Sülyi Péter – A legtöbb Omega-dal 1971 óta (kivéve a Gammapolis, Babylon és a Volt egyszer egy Vadkelet című albumokon).
- Ambrózy István – Néhány dal a Babylon és Trans and Dance albumokon, valamint angol fordítások 1987-ben.
- Várszegi Gábor – Az ő nevén jelent meg a Gammapolis összes, valamint a Csillagok útján és a Trans and Dance legtöbb dala. Nem tisztázott, hogy ezek közül valójában mennyit írt.
- Bródy János – Nyílt titok, hogy valójában ő írta a Várszegi-szövegek nagy részét. Az Égi jelre már saját nevén írt két szöveget.
- Trunkos András – 1987 óta, a Babylon, az Egy életre szól és az Égi jel,és a Testamentum legtöbb dala, valamint néhány dal a Trans and Dance albumon és az Omega ’56 dalai.
- Sztevanovity Dusán – a két Presser-szerzemény a Trans and Dance című albumon.
- George Hill – két angol dalszöveg a Volt egyszer egy Vadkelet albumra.
- Horváth Attila – Edwin Baloghgal együtt írta a Transcendent album angol szövegeit.
- Kóbor János – a Holnap c. dal szövege, illetve a Hűtlen barátok és az Addig élj is az ő neve alatt jelent meg, bár korábbi nyilatkozatok szerint ezek valójában S. Nagy István munkái [24]
- Hajnal István – angol fordítások 1968–1974
- Borsovszky Éva – Time Robber (1976) Iván Zoltán, Peter Francis Doherty és Sülyi Péter társaságában [25]
- Tony Carey – Working angol album
- Kurt Demmler – két német dal fordítása: Meine langerwarte Liebste (Régvárt kedvesem) és a Magischer weißer Stein (Varázslatos, fehér kő) [26]
- Bernd Maywald – német fordítások [26]
- Klaus Kühne – egy német fordítás: Nach einem schweren Jahr (Egy nehéz év után) [26]
- Hajo Born – egy német fordítás: Perlen im Haar (Gyöngyhajú lány). A név valójában egy álnév, az Omega későbbi nyugat-európai prodecerét, Peter Haukét takarja.[26]
- Dieter Schneider – egy német átirat: Schreib es mir in den Sand (Gyöngyhajú lány) [26]
- John Martin – egy dal a Red Star lemezről: If I Were The Wind (Ha én szél lehetnék)

### Korábbi tagok közreműködései
- 1980-ban az LGT-vel közös turné állomásain az 1967–71 közti időszak dalait tartalmazó „nosztalgia-blokkban” vendégszerepelt Presser Gábor és Somló Tamás, a ráadásban a két együttes együtt játszotta a Gyöngyhajú lányt.
- 1987-ben a 25 éves jubileumi koncerten Presser Gábor és Laux József is vendégszerepeltek.
- 1994-ben a Népstadionban Presser több dalban közreműködött, Somló szaxofonozott a 958-as boogie-woogie klubban című dalban és énekelte az Azt mondta az anyukámat
- 1995-ben a Trans and Dance/Transcendent albumra Presser Gábor két dal zenejét írta és billentyűsként is közreműködött
- 1999-ben a Népstadionban a Régi csibészekben és a Gyöngyhajú lányban Presser, Laux és Somló, az 1968-as egyvelegben Presser és Laux, a Tízezer lépésben Presser, a Petróleumlámpában Somló és Laux közreműködtek.
- 2015-ben a Budapest Parkban tartott Beat-misén külön blokkban játszott Somló Tamás, Laux József, Kovacsics András és Varsányi István, Laux a Pancho Arénában is játszott. Somló Tamás és Laux József ezen a koncerten, illetve koncerteken játszott utoljára az Omegával.
- 2017-ben az Aréna- koncerten a Ballada a fegyverkovács fiáról című dalban Kovacsics András basszusgitározott Szöllösy Kati mellett.

### Vendégművészek
- Koncz Zsuzsa – 1963-ban énekelt az együttessel, többek között a Nemzeti Sportcsarnokban rendezett fesztiválon. 1967-ben az Ezek a fiatalok filmben az Ez az a ház című dalban az Omega kísérte.
- Zalatnay Sarolta – az 1967-es Táncdalfesztiválon az Omega kíséretével énekelte a Nem várok holnapig című dalt, amely fődíjat nyert, Presser Gábort pedig a dal hangszereléséért díjazták. 1977-ben a Kisstadionban a Párbeszéd című dalban énekelt.
- Szűcs Antal Gábor – 1976-ban a Kisstadionban a Late Night Show-ban (Éjféli koncert angol változatában) gitározott.
- Karácsony János – 1977-ben a Kisstadionban az Éjféli koncertben gitározott. Az 1980-as turnén a ráadásban az LGT tagjaként ő is játszott a Gyöngyhajú lányban.
- Debreczeni Csaba – Debreczeni Ferenc bátyja, 1977-ben és 1978-ban a Kisstadionban közös dobszólót adtak elő. 1994-ben a Népstadionban ütőhangszereken játszott.
- Póka Egon – 1979-ben a Budai Ifjúsági Parkban és a Kisstadionban, amikor a Hobo Blues Band volt az Omega előzenekara, közreműködött a Csillagok útjánban. 1999-ben a Népstadionban basszusgitáron játszott a koncert vendégblokkjában.
- Kőrös József, Szénich János – 1979-ben a Budai Ifjúsági Parkban és a Kisstadionban a Hobo Blues Band tagjaiként gitároztak a Csillagok útjánban.
- Klaus Meine – a Scorpions énekese, 1994-ben a Népstadionban énekelte a Wind of Change-et és közreműködött a Fekete pillangóban.
- Rudolf Schenker – a Scorpions ritmusgitárosa, 1994-ben a Népstadionban a Wind of Change-ben és a Csillagok útjánban gitározott. (A vendégszereplést 2009-ben Kassán és a SYMA-csarnokban, 2014-ben a Hősök terén viszonozta Kóbor és Molnár.)
- Frank Schöbel – német énekes, a Gyöngyhajú lány általa előadott feldolgozását, a Schreib es mir in der Sandot néhány németországi koncerten közösen elénekelte az Omegával.
- Józef Skrzek – az SBB billentyűse, 2017-ben közreműködött Piotrków Trybunalskiban és az Arénában, valamint a Volt egyszer egy Vadkeleten Dziwny Jest Ten Swiat című Ceslaw Niemen-dalban.
- Petr Janda – az Olympic énekese, gitárosa, 2017-ben a Volt egyszer egy Vadkeleten és az Arénában a Jasna Zpráva című dalban közreműködött.
- Dieter „Maschine” Birr – az egykori Puhdys énekese, 2016-ban a Neubeginner című szólólemezén a Der grosse Magnet című dalt Kóbor Jánossal közösen énekelte, amit az Omega landsbergi koncertjén közösen is előadtak, valamint az ő közreműködésével felkerült a Volt egyszer egy Vadkeletre, valamint 2017-ben az Arénában is eljátszották.
- Uwe Hassbecker – német gitáros, a Der grosse Magnet című dalban közreműködött a Volt egyszer egy Vadkeleten, valamint 2017-ben az Arénában és annak bejátszókoncertjein. Ezeken a koncerteken a Gyöngyhajú lányban is játszott.
- Lady Colors – szlovák lánytrió, 2017-ben Kassán és az Arénában vokáloztak a Jasna Zprávaban, továbbá az általuk feldolgozott Gyöngyhajú lányban énekeltek egy versszakot szlovákul.

## Díjak, kitüntetések
- Liszt Ferenc-díj (1986)[27]
- A Magyar Köztársasági Érdemrend kiskeresztje (1995)[28]
- EMeRTon-díj (1999)[29]
- Börze Award – Életmű-díj (2004)
- Pro Urbe Budapestért díj (2011)
- Kossuth-díj (2013)[30]
- Fonogram Életműdíj (2018)
- Inter-Lyra-díj[31]

## Diszkográfia
- Trombitás Frédi és a rettenetes emberek (1968) – felújított kiadás bónuszdalokkal: 2003
- 10000 lépés (1969) – felújított kiadás bónuszdalokkal: 2003
- Éjszakai országút (1970) – felújított kiadás bónuszdalokkal: 2003
- Élő Omega (1972) – kibővített stúdióváltozat: 200 évvel az utolsó háború után (1998)
- Omega 5 (1973) – alternatív kiadás: Szvit (1999)
- Omega 6: Nem tudom a neved (1975) – felújított kiadás angol bónuszdalokkal: Tűzvihar/Stormy Fire (2001)
- Omega 7: Időrabló (1977) – angol változattal közös felújított kiadás: Időrabló/Time Robber (2002)
- Omega 8: Csillagok útján (1978) – angol változattal közös felújított kiadás: Csillagok útján/Skyrover (2002)
- Gammapolis (1979) angol változattal közös felújított kiadás (az angol anyag terjedelmi korlátok miatt nem teljes): Gammapolisz/Gammapolis (2002)
- Omega X: Az arc (1981) – felújított kiadás angol bónuszdalokkal: 2004
- Omega XI (1982) – felújított kiadás bónusz koncertfelvételekkel: 2004
- Legendás kislemezek (1984), kislemezek gyűjteményes kiadása, bővített CD-változat: Az Omega összes kislemeze 1967–1971 (1992)
- Omega 12: A Föld árnyékos oldalán (1986) – felújított kiadás csak itt megjelent angol bónuszdalokkal: 2004
- Babylon (1987) – felújított kiadás csak itt megjelent angol bónuszdalokkal: 2004
- Trans and Dance (1995) – felújított kiadás angol bónuszdallal: Transcendent (2004)
- Omega XV: Egy életre szól (1998) – felújított kiadás angol bónuszdalokkal: 2004
- Égi jel: Omega (2006) – bónusz DVD-vel (werkfilm, koncertfelvételek)
- Kiabálj, énekelj! (kislemezek, ritkaságok 1967–2006) (2011) – hiánypótló válogatás
- Volt egyszer egy vadkelet (2017)
- Testamentum (2020)

## Slágerek
| év        | magyar cím                      | angol cím                        | német cím                  |
| --------- | ------------------------------- | -------------------------------- | -------------------------- |
| 1968      | Azt mondta az anyukám           | Mamma Said                       |                            |
| 1968      | Rózsafák                        |                                  |                            |
| 1968      | Nem tilthatom meg               | There's Nothing I Can Do         |                            |
| 1968      | Volt egy bohóc                  | The Clown                        |                            |
| 1968      | Ismertem egy lányt              | Once I Knew a Girl               |                            |
| 1968      | Trombitás Frédi                 | Trumpeteer Charlie               |                            |
| 1969      | Régi csibészek                  |                                  |                            |
| 1969      | Naplemente                      |                                  |                            |
| 1969      | Petróleumlámpa                  | Petroleum Lantern                |                            |
| 1969      | Gyöngyhajú lány                 | Pearls in Her Hair               | Perlen im Haar             |
| 1969      | Tízezer lépés                   | Ten Thousand Paces               |                            |
| 1969      | 958-as boogie-woogie klubban    |                                  |                            |
| 1969      | Tűzvihar                        | Stormy Fire                      |                            |
| 1970      | Ballada a fegyverkovács fiáról  |                                  |                            |
| 1970      | Óh, jöjj!                       |                                  |                            |
| 1970      | Az éjszakai országúton          |                                  | Nächtliche Landstraße      |
| 1970      | Olyan szépen mosolygott         |                                  |                            |
| 1971      | Sötét a város                   |                                  |                            |
| 1971      | Ülök a hóban                    |                                  |                            |
| 1971      | Hűtlen barátok                  | One Man Land                     | Untreue Freunde            |
| 1971      | 200 évvel az utolsó háború után | 200 Years After the Last War     |                            |
| 1971/1972 | Régvárt kedvesem                | Everytime She Steps In           | Meine Langewartete Liebste |
| 1972      | Varázslatos fehér kő            | White Magic Stone                | Magischer Weißer Stein     |
| 1973      | A hazug lány                    | The Lying Girl                   |                            |
| 1973      | A madár                         | The Bird                         |                            |
| 1975      | Nem tudom a neved               | Help to Find Me                  |                            |
| 1975      | Addig élj!                      | Live as Long as                  |                            |
| 1975      | A bűvész                        | The Magician                     |                            |
| 1975      | Mozgó világ                     | Movin' World                     |                            |
| 1975      | Ne legyen                       | Never Feel Shame                 |                            |
| 1976/1977 | Napot hoztam, csillagot         | House of Cards                   |                            |
| 1976/1977 | A könyvelő álma                 | An Accountant's Dream            |                            |
| 1976/1977 | Éjféli koncert                  | Late Night Show                  |                            |
| 1977/1978 | Léna                            | Russian Winter                   |                            |
| 1977/1978 | Csillagok útján                 | High on the Star Way             |                            |
| 1977/1978 | Égi vándor                      | Skyrover                         |                            |
| 1977/1978 | Metamorfózis I.                 | Metamorphosis                    |                            |
| 1977/1978 | Metamorfózis II.                | The Hope, the Bread and the Wine |                            |
| 1978/1979 | Gammapolis I.                   | Gammapolis                       |                            |
| 1978/1979 | Nyári éjek asszonya             | Lady of the Summer Night         |                            |
| 1978/1979 | Őrültek órája                   | Rush Hour                        |                            |
| 1978/1979 | Ezüst eső                       | Silver Rain                      |                            |
| 1981      | Életfogytig rock 'n roll        | Inside Outside                   |                            |
| 1981      | Kemény játék                    | Working                          |                            |
| 1981      | Az arc                          | Can't Stop Thinking of You       |                            |
| 1981      | A nagy folyó                    | Love Games                       |                            |
| 1981      | Tizenhat évesen                 | Laughing on the Inside           |                            |
| 1982      | Kötéltánc                       |                                  |                            |
| 1982      | Ajánlott útvonal                |                                  |                            |
| 1986      | Fekete pillangó                 | Black Butterfly Tide Will Turn   |                            |
| 1986      | A Föld árnyékos oldalán         |                                  |                            |
| 1986      | Hallgatag szív                  | Child in Your Arms               |                            |
| 1987      | Babylon                         | Tower of Babel                   |                            |
| 1987      | Hajnali óceán                   | Moorning Light                   |                            |
| 1994/1995 | Miss World                      | Miss World                       |                            |
| 1995      | Minden könnycseppért kár        | Break the Chain                  |                            |
| 1995      | Levél – Poste restante          | Tomorrow                         |                            |
| 1998      | Ez egy életre szól              |                                  |                            |
| 2006      | Égi jel                         |                                  |                            |
| 2006      | Végül ez a tangó                |                                  |                            |

### Kompozíciók
| év                 | magyar cím                             | angol cím                                       |
| ------------------ | -------------------------------------- | ----------------------------------------------- |
| 1973               | Szvit                                  | Suite                                           |
| 1976/1977          | Időrabló                               | Time Robber                                     |
| 1977/1978          | Nyitány – Finálé                       | Overture – Final                                |
| 1978 (koncerteken) | Léna – Start – Napot hoztam, csillagot | Russian Winter – Start – House of Cards, Part 1 |

## Könyvek az Omegáról
- Mihály Tamás: Basszus! Omega! – Ez egy életre szól (Omegától alfáig) (Noran Libro, 2014)
- Kovacsics András: Omega – Universal, zenekartól az együttesig (Publio, 2016)
- Majnik László: Barázdák között – Az Omega együttes története hangfelvételeik tükrében (1962–1987) (László és Társa Bt., 2019)
- Havas Henrik: Benkő Laci. A legendás billentyűs és az Omega története; Alexandra, Budapest, 2020, ISBN 9789634479093
- Molnár György, Tóth Péter: Omega a gitár mögül (Alexandra, 2021)

## Galéria

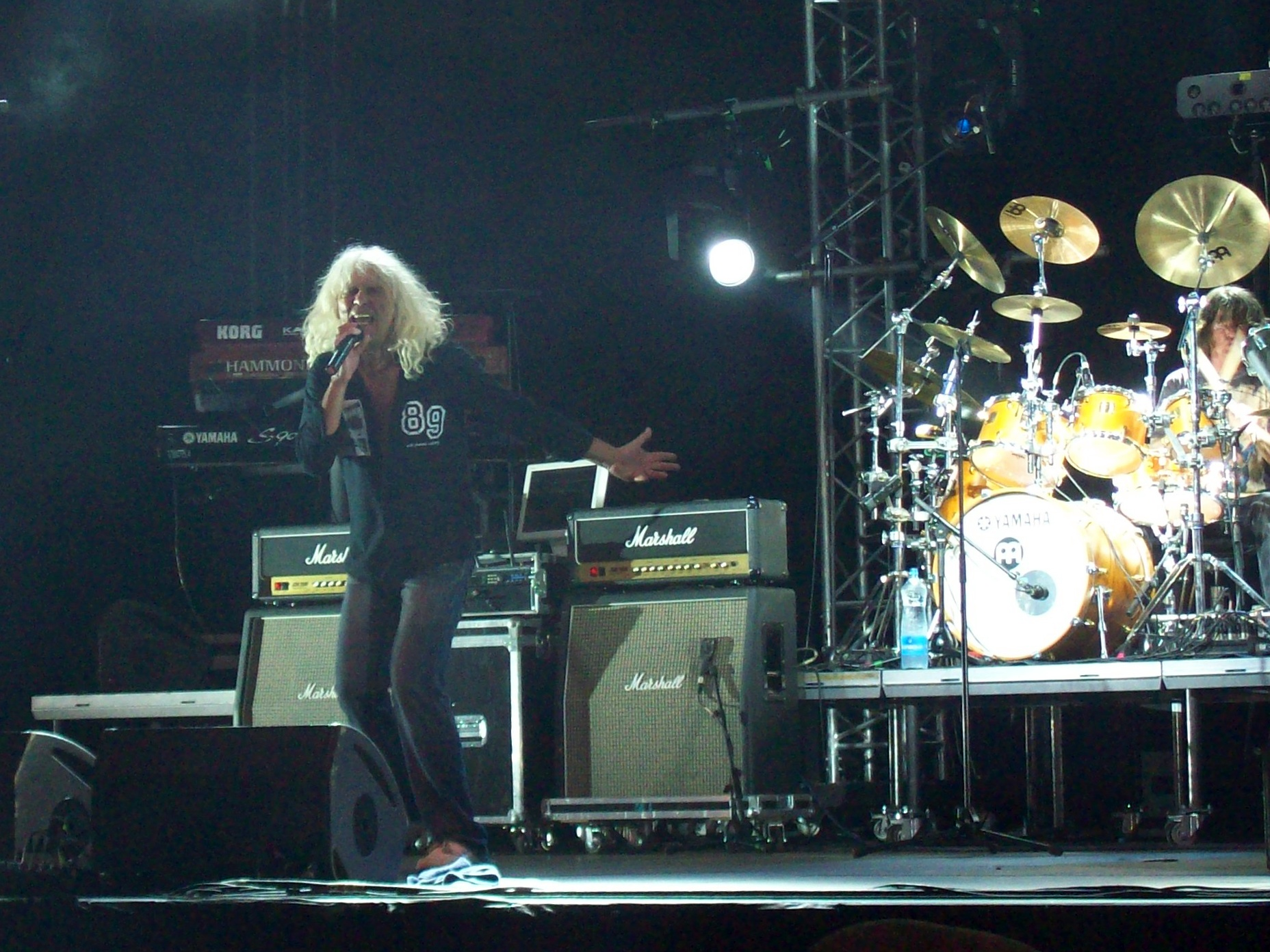
Kóbor János
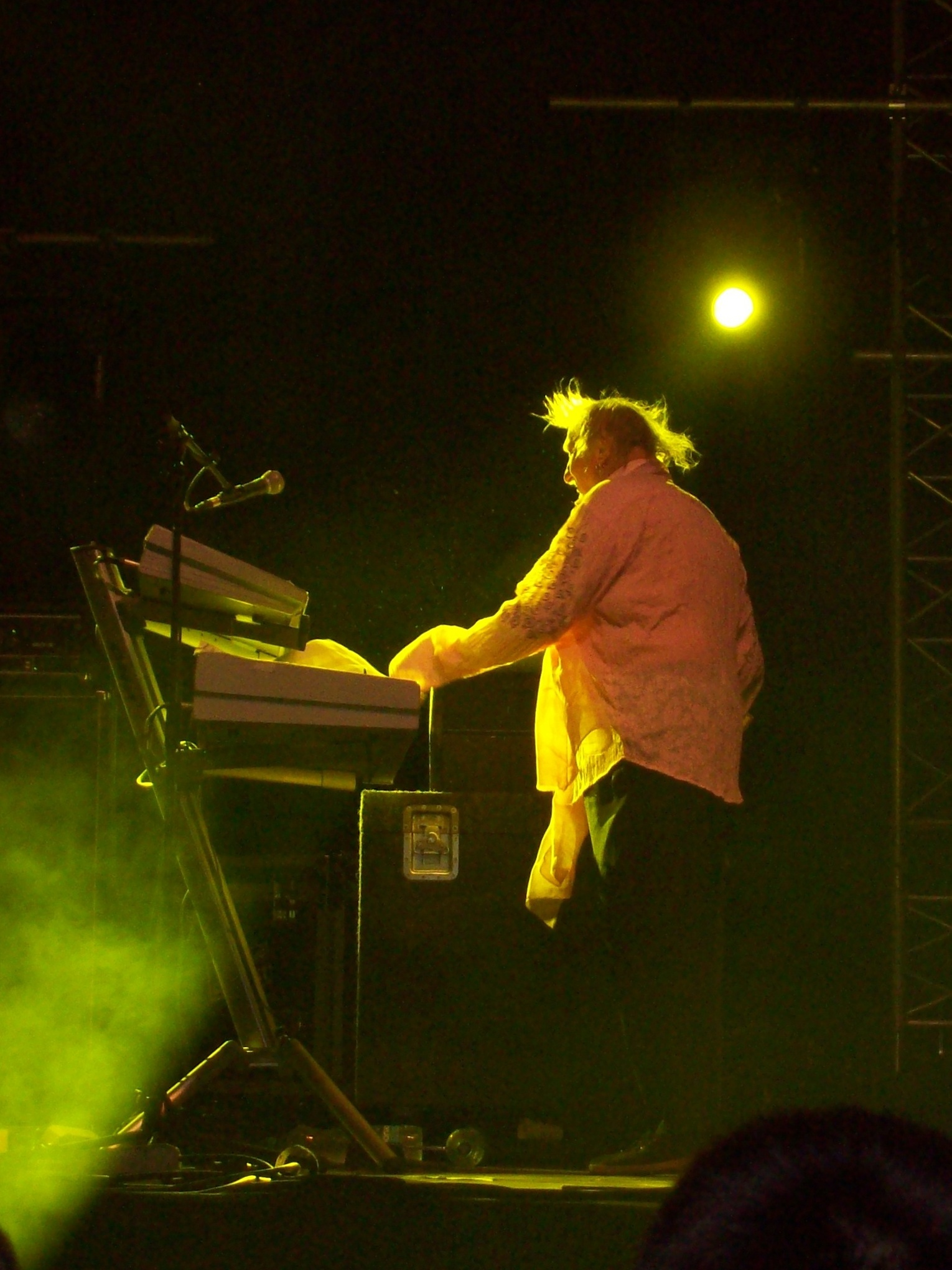
Benkő László

## További információ
- Az Omega hivatalos honlapja
- Az együttes magyar rajongói oldala
- Az együttes német rajongói oldala
- Omega.lap.hu – linkgyűjtemény
- Az Omega története rajongói honlapon
- Diszkográfia rajongói honlapon
- Tagok, közreműködők és szövegírók felsorolása[halott link]
- Diszkográfia rajongói honlapon
- Omega-dalszövegek